# تاج محل

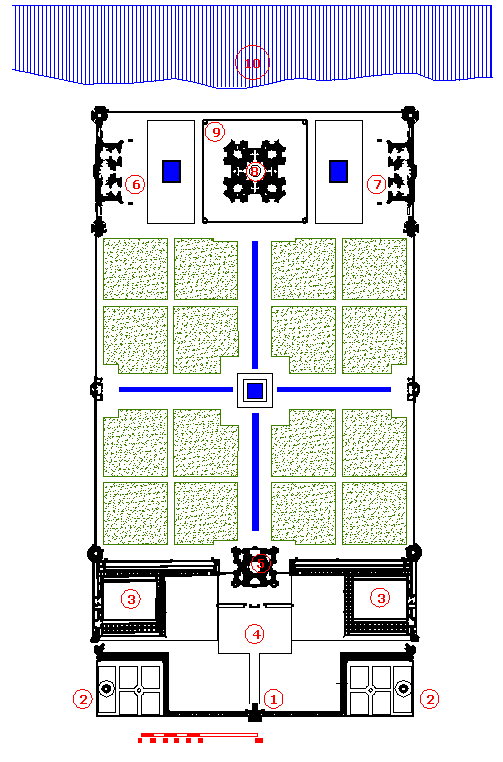
مخطط الضريح

تاج محل (بالهندية: ताज महल) تاج القصور (بالهندية: ताज महल)، من الفارسية/أردوية «تاج محل» وهو ضريح رائع الصنع، أنيق العمارة من الرخام الأبيض يوجد بأغرة بأوتار برادش بالهند. شيده الملك شاه جهان الإمبراطور المغولي (1630 - 1648) ليضم رفات زوجته ممتاز محل الزوجة الثالثة وتعرف بممتاز محل والتي تدله في عشقها تخليدًا لذكراها. وكلمة تاج محل معرفة عن الاسم الذي كانت تحمله الأميرة، وهو ممتاز محل. وضع تصميمه فريق من المهندسين، برئاسة المهندس المعروف بـ«أحمد اللاهوري». شُيِّدَ بالمرمر الأبيض المجلوب من جدهابور على مصطبة يغطى سطحها بالمرمر الأبيض، وأقيمت عند كل زاوية من زوايا المصطبة مئذنة متناسقة الأجزاء ارتفاعها 37 م. يحيط بدائر كل منها ثلاث شرفات، وفي وسط المصطبة يرتفع الضريح في شكل رباعي، وتشغل الجزء الأوسط من البناية القبة الرئيسية، وقطرها 17 م. وارتفاعها 22.5 م. ولكل من واجهات البناية الأربع مدخل عال مغطى بعقد، وتحت القبة الكبرى التي تعلو وسط البناية ضريح الأميرة، وإلى جانبه ضريح زوجها، وكلاهما مزخرف بالنقوش الكتابية. ويعتبر من أجمل نماذج طراز العمارة الإسلامي حيث يعرف على نطاق واسع بأنه «جوهرة الفن الإسلامي في الهند وإحدى الروائع الخالدة في العالم».
ويعتبر تاج محل من قبل العديد من أرقى الأمثلة على العمارة المغولية، وهو أسلوب يجمع بين الطراز الإسلامي والمعماري الفارسي والتركي والعثماني والهندي.
في عام 1983 م، أصبح تاج محل من مواقع التراث العالمي لليونسكو. في حين أن قبة الرخام البيضاء هي الجزء الأكثر شهرة في تاج محل، وهو في الواقع مجمع متكامل من الهياكل، بدأ بناءه حوالي عام 1632 م وتم الانتهاء منه في حوالي عام 1653، وعمل فيه آلاف الحرفيين. وكان بناء تاج محل موكل إلى نخبة من المهندسين المعماريين تحت إشراف إمبراطوري، بما فيهم عبد الكريم معمور خان، مكرمات خان وأستاذ أحمد لاهوري  وهو يعتبر المصمم الرئيسي.

## أصول تاج محل ومعماره
في عام 1631 م كان شاه جاهان، حاكم إمبراطورية مغول الهند في أوج عزها، كئيباً عندما ماتت زوجته الثالثة، ممتاز محل، وذلك أثناء ولادة طفِلهما الرابع عشر، جوهرا بيقام. بدأ بناء تاج محل في عام 1632 م. سجلات المحكمة لعزاء شاه جيهان توضح قصة الحب التقليدية والتي أصبحت مصدر إلهام لتاج محل. تم الانتهاء من الضريح الرئيسي في عام 1648 م والمباني والحديقة المحيطة انتهت بعدها بخمسة سنوات. الإمبراطور شاه جيهان وصف تاج محل ب هذه الكلمات:
هل يجب على المذنب أن يلجأ إلى هنا،

مثل المعفو عنه، أصبح خالي من الخطيئة.

هل يجب على الآثم أن يشق طريقة لهذا القصر،

جميع خطاياه السابقة تم التخلص منها بعيداً.

مرأى هذا القصر خُلِق تناهيد الأسى;

والشمس والقمر تذرف الدموع من عيونهم.

في هذا العالم تم بناء هذا الصرح;

لإظهار مجد الخالق فيه.
يتضمن مبنى تاج محل توسيع لتصميم التقليدي وأيضا الهندسة المعمارية والفارسية والمغولية في وقت بداية العمارة. هذا الإلهام الخاص جاء من نجاح الفنون التيمورية والمباني المغولية، بما في ذلك ضريح أمير غور (ضريح تيمور، سلف من سلالة المغول، في سمرقند), ضريح همايون، وضريح إيتموند أود دولها (والذي يسمى أحيانا. بالتاج الصغير)، ومسجد جهان ناما. شيدت المباني في المقام الأول في وقت سابق من الحجر الرملي الأحمر المغولي، وشجع شاه جاهان على استخدام الرخام الأبيض من الأحجار شبه الكريمة، وقد وصلت المباني التي كانت تحت رعايته إلى مستوى جديد من الأداء والدقة.

## العمارة

### الضريح

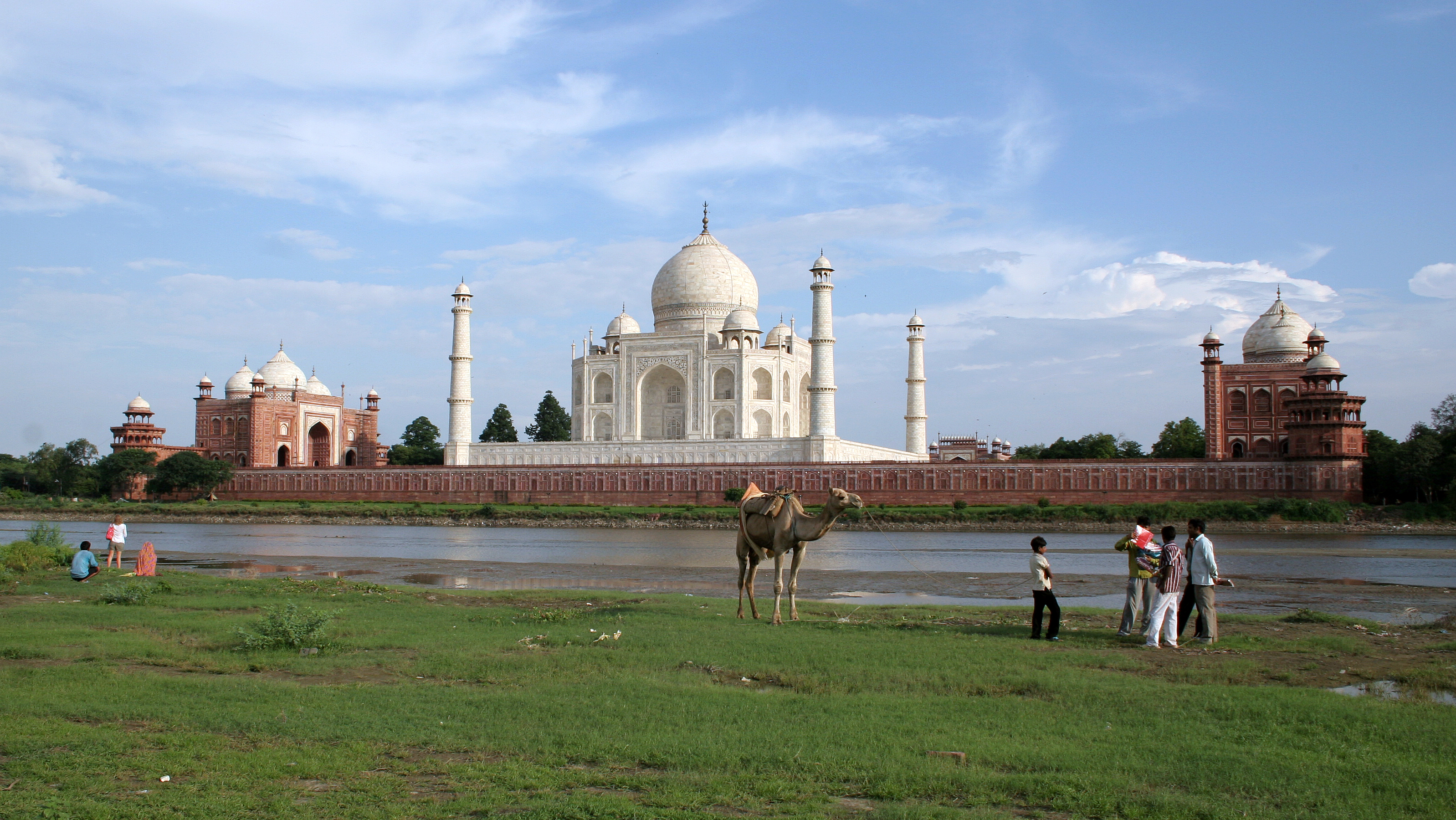
تاج محل يتضح من ضفاف نهر يامونا.

منظر من الجهة الغربية عند غروب الشمس.

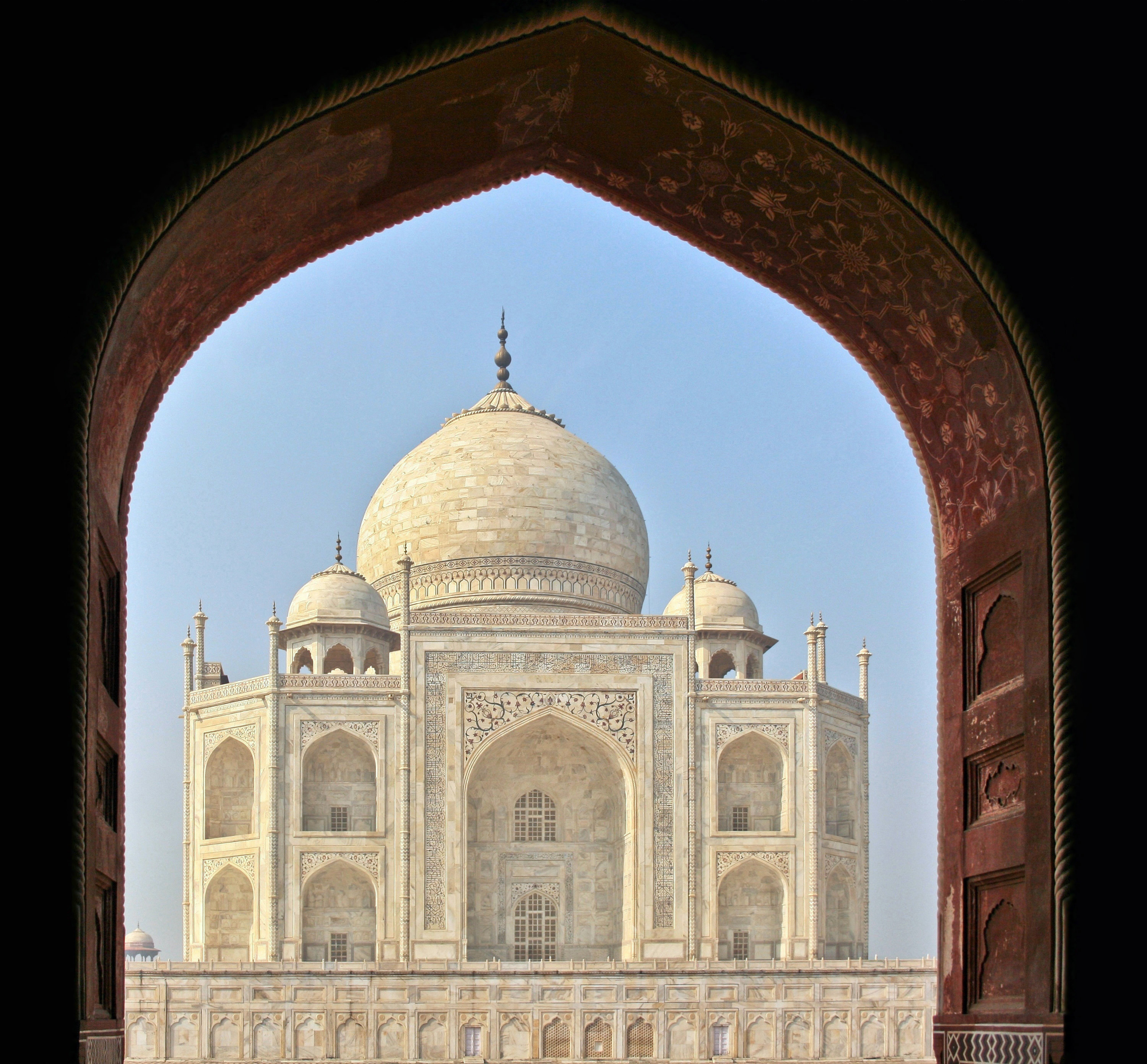
منظر من المسجد.

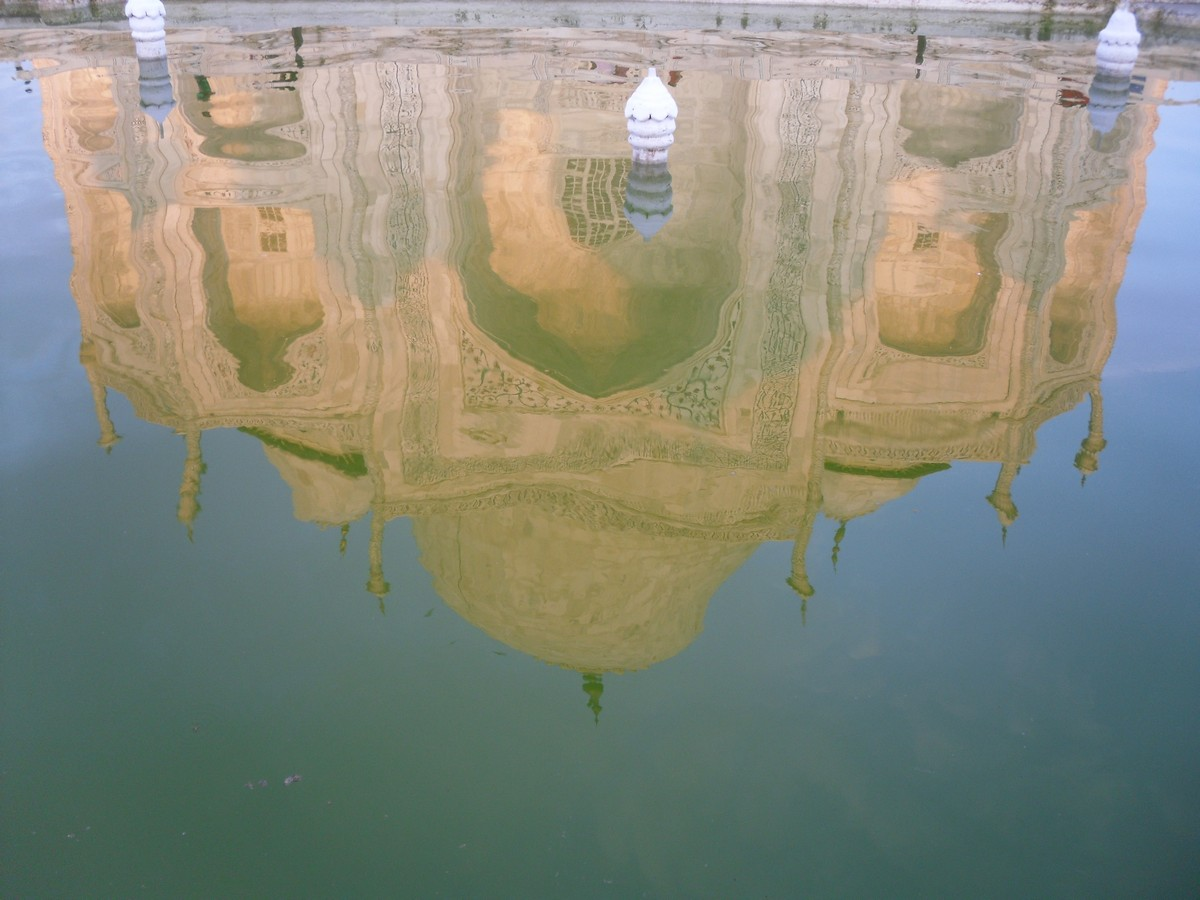
انعكاس لتاج محل.

الضريح هو محور المجمع بأكمله في تاج محل، هذا البناء من الرخام الأبيض الكبير الذي يقف على قاعدة مربعة، يتألف من مبنى متناظر مع إيوان (وهو عبارة عن مدخل مقوس الشكل تعلوه قبة كبيرة وهي النتيجة النهائية، مثل معظم الأضرحة المغولية، فإن العناصر الأساسية هي في الأصل فارسية.
قاعدة المبنى كبيرة بالضرورة، مع أحجار مكعبة الشكل ومشطوبة الحواف، متخذةً شكلاً ثمانياً فريداً من نوعه مع أبعاد تقدر بخمسة وخمسين متراً (180 قدم) على كل طرف من الأطراف الطويلة، على كل طرف هناك مدخل ضخم محدب الشكل، مؤطر بباحة المكان بإطارين متشابهين، مع شرفات مقوسة محشورة على جانبيه، هذه الفكرة للأبواب الضخمة المحدبة مُعَمَّمة على مساحة الحواف المشطوبة، والتي تجعل من التصميم متقابل ومتماثل لكل واجهات المبنى، أربع مآذن تحيط بالقبر، واحدة في كل ركن من الأركان مواجهة للحواف المشطوبة، أماكن الناووس لقبري ممتاز محل وشاه جيهان غير حقيقية؛ لأن القبور الحقيقية تقع في الطابق السفلي.
تعتبر القبة الرخامية التي تعتلي الضريح من أروع التصاميم على الإطلاق، يقدر ارتفاعها بـ 35 متر (115 قدم) على امتداد القاعدة نفسها، جاثمة على عدة أسطوانات تقدر بـ 7 أمتار (23 قدم) ارتفاعاً، بسبب شكل القبة، فقد أطلق عليها اسم القبة البصلية أو القبة الجوافية، أعلى القبة مزُيّن على شكل زهرة اللوتس والذي يعطي انطباعاً بالارتفاع العالي، أحيطت القبة بأربع قباب صغيرة ذات نتوءات جانبية، وهذه القباب مشابهة للقبة الرئيسية في الشكل والتصميم البصلي، وموضوعة في زوايا المبنى قواعد أعمدة، القباب الأربع مرتفعة عن السقف لتزويد المكان بالضوء، توجد أبراج طويلة (غلداستاس) تمتد من حواف جدران القاعدة لإعطاء رؤية أكثر وضوحاً لارتفاع القبة، فكرة شكل زهرة اللوتس تكررت في تصاميم الأبراج والنتوءات في القباب الأربع، علت القبة الرئيسية والقباب الأربع في قممها، لتعطي طابعاً مشتركاً في التصميم من التقاليد الفارسية والهندوسية.
كانت الزخارف المعمارية في الأصل مصنوعة من الذهب، ولكن تم استبدالها بنسخة من البرونز المطلي بالذهب في مطلع القرن التاسع عشر. هذه الإضافة تعتبر مثال واضح على الدمج بين عناصر الزخرفة والتزيين التقليدية الفارسية والهندوسية.
يعتلي هذه الزخارف هلال أطرافه تواجه السماء وهو شعار إسلامي بحت. وبسبب موقع الهلال أعلى المستدقة الرئيسية فإن أطراف الهلال مع رأس الزخرفة المعمارية المستدق يشكلان معاً رمح بثلاثة رؤوس ليبدو كإشارة لرمز الآلهة الهندوسية التقليدية شيفا.
تُظهر المنارات (المآذن) والتي يزيد ارتفاعها عن 40 متر (130 قدم) ميل المصمم للتماثل. وقد صُممت هذه المآذن - وهي عنصر أساسي في المساجد - لتكون مآذن فعلية يستخدمها المؤذن لينادي منها المسلمون للصلاة.
وتنقسم كل مئذنة فعلياً إلى ثلاثة أجزاء متساوية بشرفتين تطوقان البرج. وفي أعلى البرج شُرفة يعلوها قبة مجنحة تعكس تصميم الأخريات الموجودة على الضريح.
جميع القباب المجنحة تشترك في عناصر التزيين فهي على شكل زهرة لوتس يعلوها زخرفة معمارية مطلية بالذهب. بُنيت المنارات خارج حدود الضريح بقليل بحيث لو حدث وسقطت المنارات (وهذا إجراء متعارف عليه للبنايات المرتفعة حينها) فإن حطامها سيقع بعيداً عن الضريح.

#### الديكور الداخلي

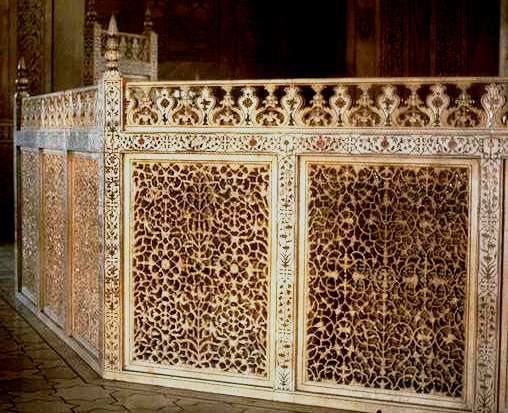
حاجز حول التابوت.

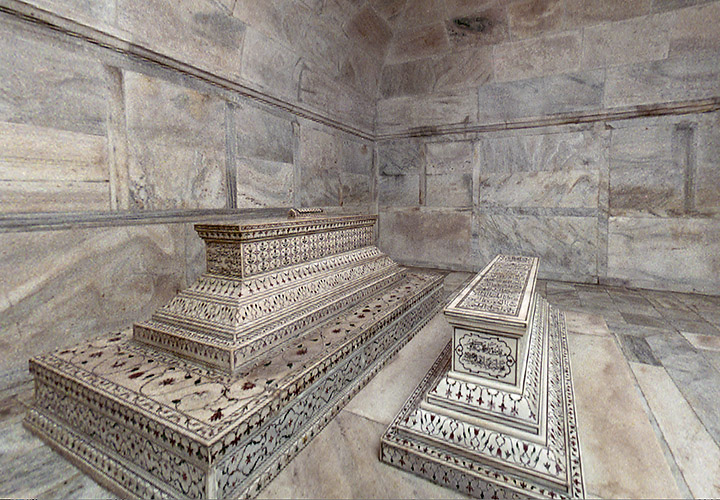
مقابر شاه جهان وممتاز محل.

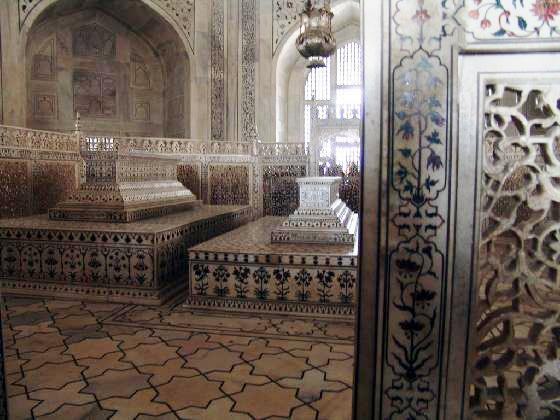
شكل التابوت من داخل تاج محل.

استخدمت التصاميم التجريدية في كل مكان خصوصاً في قواعد التماثيل، والمآذن، والبوابات، والمساجد، كما تستخدم بشكل أقل في تزيين الأضرحة. وزخرفة القبب والسراديب المبنية من الأحجار الطينية بالنقش لخلق أشكال هندسية. رصعت الأشكال الهندسية المتعرجة بالأحجار للربط بين الأشكال الزخرفية المنقوشة، حيث اَستخدمت الأحجار البيضاء في المباني الحجرية، بينما الأحجار السوداء أو الغامقة في تزيين الرخام.
طَليت المناطق البارزة من المباني الرخامية بالألوان الموحدة أو على شكل بقع مختلفة الألوان؛ لتصميم أشكال هندسية مائلة للتعقيد. واَستخدمت أحجار الطوب المتناقضة الأشكال والألوان- والتي تكون على شكل أحجار الفسيفساء- لتصميم أرضية المباني وممراتها.
أما في النصف السفلي من الأضرحة، وَضع عدد من البلاط الأبيض المنحوت على شكل أزهار وأشجار والتي عادة ً ما تكون قليلة البروز. ولَمع البلاط لإبراز التصاميم الدقيقة والألوان الجذابة للمنحنيات والإطارات السفلية على الأضرحة والممرات الشاهقة المقوسة المرصعة بأحجار الفسيفساء الثمينة الأنيقة، والتي غالباً ما تكون على أشكال أزهار أو أشجار ذات تصاميم هندسية. تَلمع أحجار اليشب واليشم والرخام الأصفر ثم تمد على الجدران.
تختلف تصاميم التجويفات الداخلية لتاج محل كل الاختلاف عن عناصر التصاميم التقليدية، حيث تستخدم الأحجار الكريمة والأحجار الشبه كريمة في مرحلة ترصيع الأحجار بدلاً من أحجار الفسيفساء. صَممت الحجرات الداخلية على شكل ثماني الأضلاع مع تجويفات صغيرة في كل ناحية للسماح للجمهور بالمشاهدة، بالرغم من ذلك يَسمح بمشاهدة هذه الحجرات من خلال الباب الجنوبي المواجه للحديقة فقط.
بلغ طول الجدران الداخلية حوالي 25 متراً (82 قدماً)، وفي قمتها القبة الداخلية التي زينت بأشكال الشمس، وأقواس فيشتاق الثمانية توضح مساحة الطبقة الأرضية، وكما هو بخارج المبنى فإن كل قوس فيشتاقي يعلوه قوس آخر حتى منتصف الجدار، والنوافذ الأربعة الرئيسية في الشرفات أو المناطق العليا وكل النوافذ الخارجية بالشرفات مزينة بقطع من الرخام المنقوش، وبالإضافة إلى الضوء الداخل من الشرفات هناك الضوء الداخل من المغظاة بالقبب في الزوايا، وكل جدران الغرف الداخلية زُينَّت بدقة عالية بنحت يسمى بدادو وهو نحت قليل البروز. وتعكس بصورة دقيقة لوحات الخط العربي المرصع بالأحجار الكريمة والمنتشرة عناصر التصميم في جميع أرجاء المبنى.
قطع الرخام الثمانية التي تحدد التابوت مصنوعة من ثمان لوحات رخام نُحتت بجهد ودقة عالية وبقية الأسطح طُعمت بصورة دقيقة جدا بالأحجار شبه الكريمة تشكل بها تؤمة الكروم والأزهار والفواكه.
ولأن التعاليم الإسلامية تحرم تزيين القبور تم وضع جثث «ممتاز» و«شاه جيهان» في سرداب منبسط نسبيا تحت الغرفة الداخلية ووجهت وجوههم نحو مكة، وضع تابوت «ممتاز محل» في منتصف الغرفة الداخلية بالضبط في قطعة رخام مستطيلة الشكل بمقاييس1.5 متر (4 قدم و11 بوصة) و2.5 متر (8 قدم و2 بوصة)، القاعدة والتابوت مرصعين بأحجار كريمة وشبه كريمة، وتتميز النقوش الكتابية على التابوت بالثناء على «ممتاز»، ويغطي التابوت المستطيل الشكل ارتفاع على شكل معين يشير إلى لوحة كتابية، ويقع نصب «شاه جيهان» التذكاري بجانب زوجته «ممتاز» من الجهة الغربية، وهو العنصر المرئي الوحيد في كل المجموعة، ويعتبر ضريحه أكبر من ضريح زوجته، لكنه يعكس نفس العناصر: النعش أكبر والقاعدة أطول بقليل، وهو كذلك مرصع بأحجار كريمة مضبوطة الدقة ويميزه خط يدوي رائع الشكل، ويوجد على غطاء الضريح مجسم صغير مغطى بنحوت تقليدية.
كان التصميم التقليدي المغولي للجنائز يغطي توابيت الرجال والنساء على التوالي، وتوجد كذلك أسماء الله الحسنى التسعة والتسعين بشكل رائع على جوانب ضريح «ممتاز محل» وأسفله، «الكريم، العظيم، الجليل، الواحد، المجيد...»، ويوجد أيضا نقش رائع بخط اليد على قبر «شاه جيهان» يقول: «غادر من هذه الدنيا إلى دار الخلود في ليلة السادس والعشرين من شهر رجب».

### الحديقة

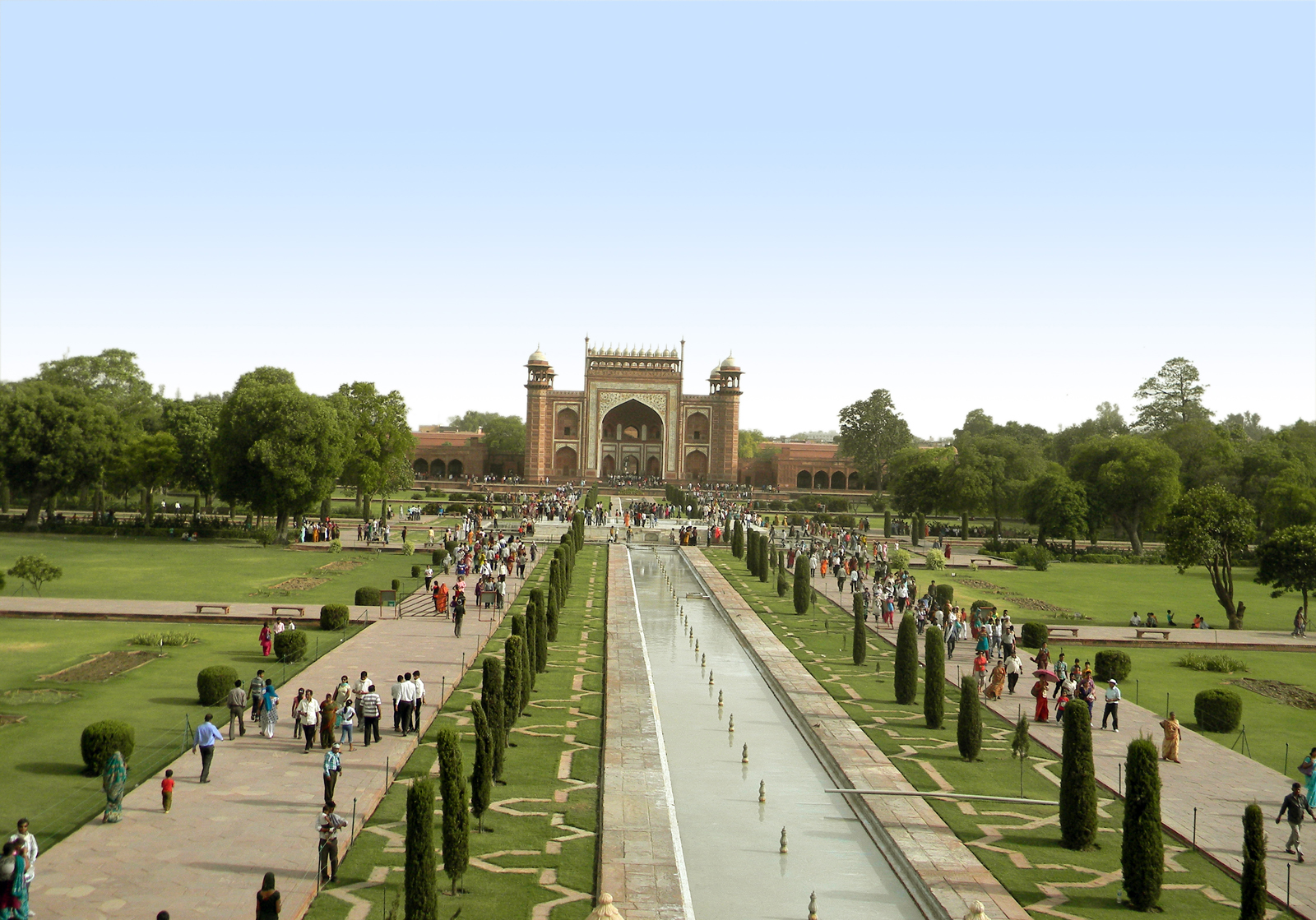
الممرات بجانب البركة.

وتصل مساحة الحديقة إلى حوالي 300 متر مربع (980 قدم مربع)، وتسمى الحديقة بحديقة شارباغ أو حديقة المغول. وتقوم الحديقة على الممرات التي تقسم الأجزاء الأربعة من أجزاء الحديقة إلى 16 روضة منخفضة أو أحواض زراعية. ووُضع خزان ماء رخامي في منتصف الحديقة في نصف الطريق ما بين البركة والقبر. وفي منتصف الحديقة بين المحور الشمالي والجنوبي، توجد هُناك بركة عاكسة لصورة الضريح. وقد سُمي خزان الماء الرخامي بوعد الكوثر نسبة إلى وعد نبينا محمد -صلى الله عليه وسلم- ل«الحوض الكبير» الذي ينتظر المسلمين في الجنة. وفي جهة أخرى من الحديقة، توجد أشجار ونوافير. وحديقة شارباغ المستوحى تصميمها من تصاميم الحدائق الفارسية، والتي أدخلها إلى الهند الإمبراطور المغولي الأول بابور (Babur). وتمثل الأنهار الأربعة المتدفقة باسم الجنة (Jannah)، وتعكس حديقة الجنة الكلمة المشتقة من اللغة الفارسية "paridaeze" والتي تعنى بالحديقة المحوطة. وفي النصوص الإسلامية الصوفية التي وُجدت في فترة المغول، وُصفت الجنة بالحديقة المثالية من حيث وفرة أنهارها الأربعة التي تتدفق من ينبوع أو جبل مرتفع يُقسم الحديقة إلى الجهات الأربع الشمال، والغرب، والجنوب، والشرق.

### تاج محل
معظم الحدائق الفارسية (جهارباغ) المغولية مستطيلة الشكل يتوسطها ضريح أو هيكلpavilion. إلا أن حديقة تاج محل خالفت ذلك التصميم السائد إذ بني الضريح في أخرها. ولكن عندما اكتشفت حديقة (ماهتاب باغ) Mahtab Bagh أو «حديقة ضوء القمر» على الضفة الأخرى من نهر يامونا فسر قسم المسح الأثري الهندي Archaeological Survey of India في وزارة الثقافة ذلك بأن نهر يامونا نفسه أدرج في تصميم الحديقة ليبدو كنهر من أنهار الجنة. ويشير التشابه بين تصميم الحديقة وسماتها المعمارية مع حدائق شاليمار Shalimar Gardensthe إلى أنهما ربما صممتا من قبل نفس المهندس المعماري علي ماردان. وتصف الحسابات المبكرة للحديقة وفرة غطائها النباتي بما في ذلك الورود الكثيرة وأزهار النرجس البري daffodils والأشجار المثمرة fruit trees. وكما تهاوت الإمبراطورية المغولية، فقد انحدرت الرعاية بالحديقة أيضا. وعندما استولى البريطانيون على إدارة تاج محل خلال حكم الإمبراطورية البريطانية British Empire غيروا تصميم مناظر الحديقة لتبدو مشابهة لتصميم المسطحات الخضراء lawns في لندن.

## البناء

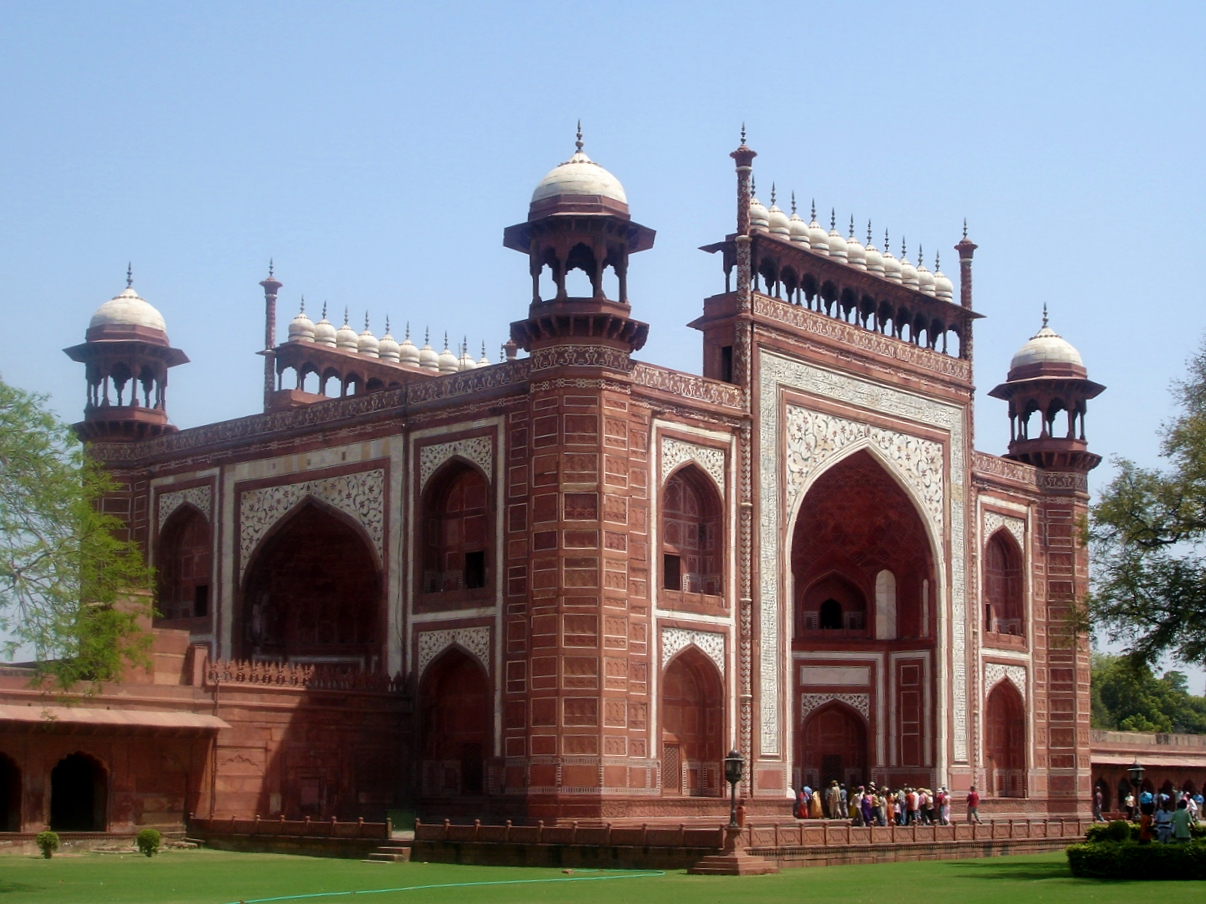
البوابة الكبرى (دروزة-I روزا)-بوابة لتاج محل.

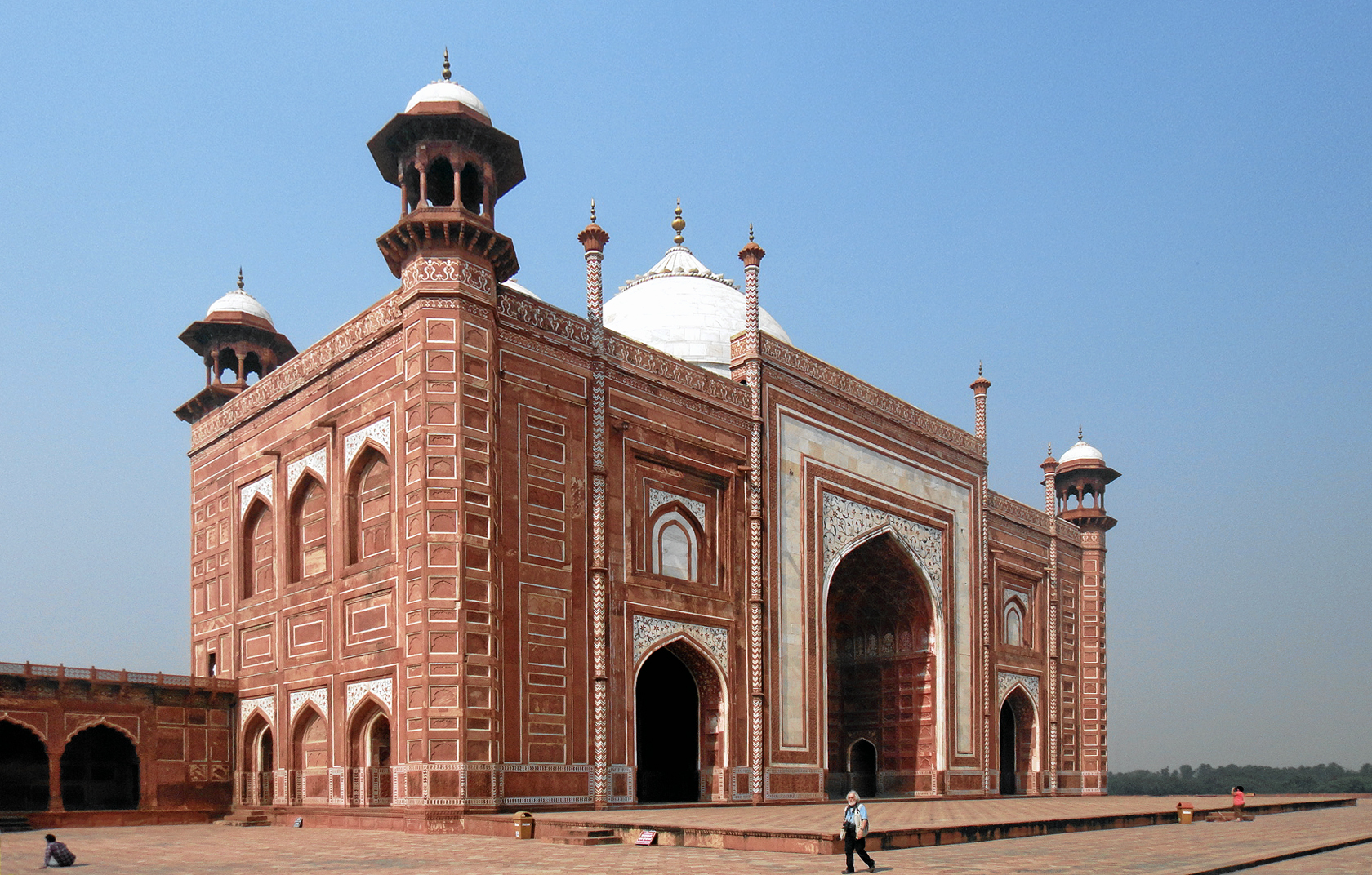
منظر خارجي لمسجد تاج محل

تأسس تاج محل على قطعة أرض متجهة نحو الجنوب من سور مدينة أغرا (Agra)، إذ وهب شاه جاهان (Shah Jahan) أرض واسعة في وسط أغرا إلى مهاراجا جاي سينغ (Maharajah Jai Singh) في مقاضية لاستبدال الأرض. تساوي مساحتها تقريباً مساحة ثلاث أراضي مجوفة ومملوءة بالرمل لتحد من التسرب وممتدة لـ خمسين متراً (160 قدماً) فوق ضفة النهر.
في القبر كانت الآبار مجوفة ومملوءة بالصخور والحصى لتهيئ البنية التحتية للقبر وبدلاً من الربط والتشييد بالخيزران شيد العمال منصة خشبية مرفوعة ضخمة وهي التي أبرزت القبر وقد كانت هذه المنصة ضخمة جداً فقد قدرها المراقبين بأنها استهلكت العديد من السنوات لإنهائها.

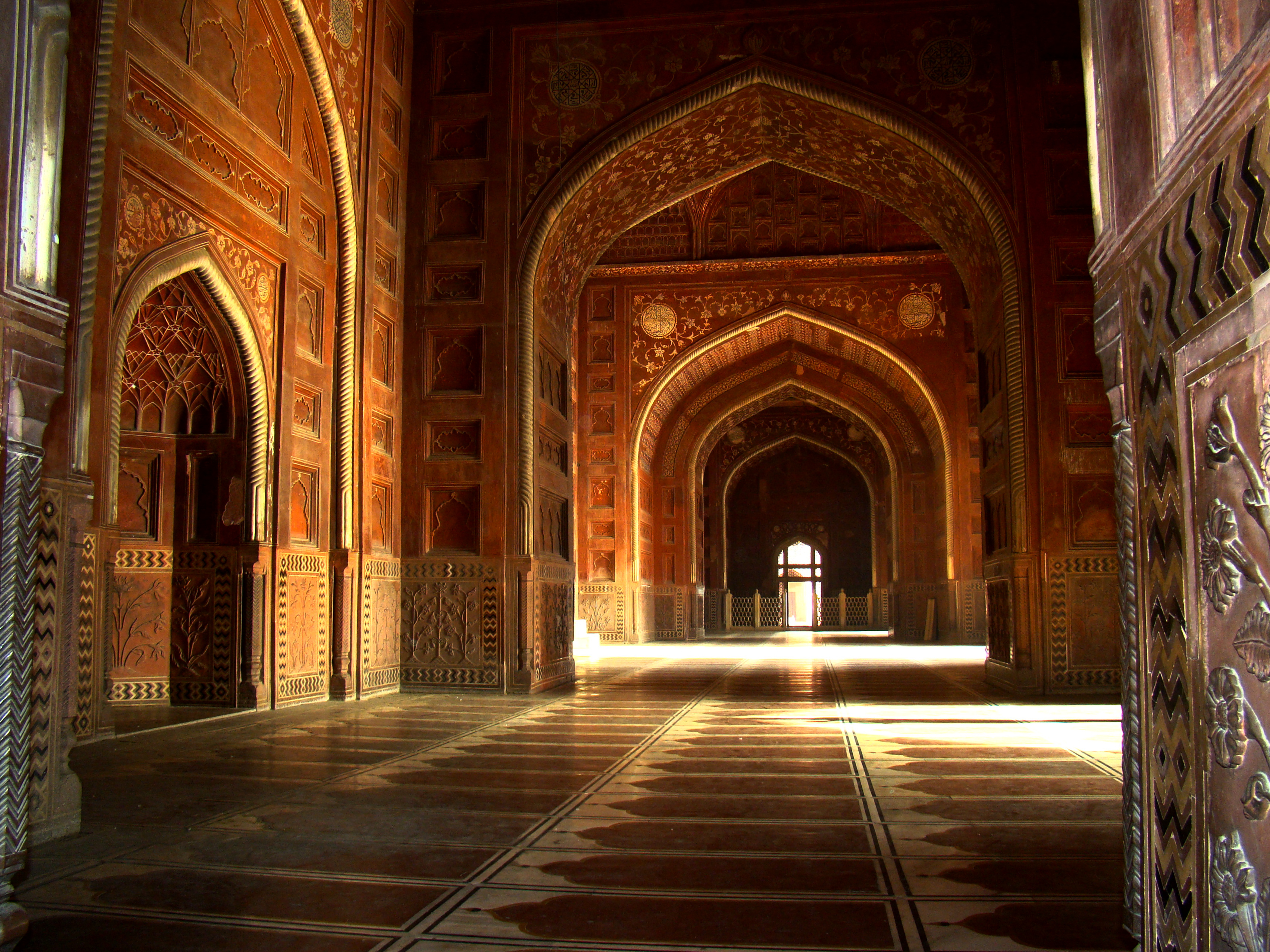
الشكل الداخلي لمسجد تاج محل.

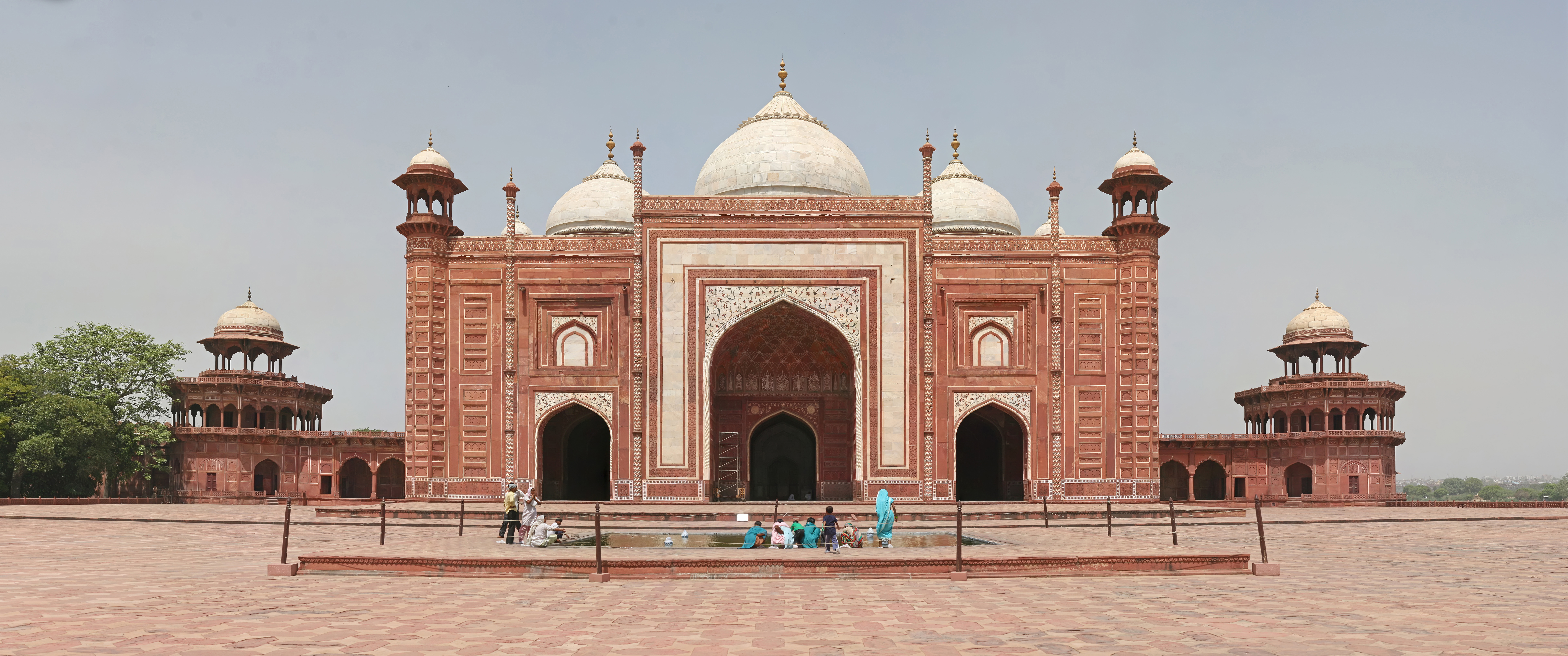
الشكل الخارجي للمسجد

تبعاً للأسطورة فإن شاه جاهان (Shah Jahan) أصدر قرار بأن أي شخص يستطيع أن يحفظ الطوبات المأخوذة من المنصة، وبهذه الطريقة انتهى البناء بواسطة القرويين والفلاحين بشكل سريع ومفاجئ؛ خمسة عشر كيلو متراً حفرت تحت سطح الأرض وعملت على نقل الرخام والمواد الخام لمقر البناء ومجموعات مكونة من عشرين أو ثلاثين ثوراً يسحب القطع الصلبة على عربات خاصة للتشييد..
كان نظام بكرة العمود والعارضة المنفصلين يستخدم لرفع القطع الصلبة إلى المكان المرغوب وضعها فيه.. وكان الماء يستخرج من النهر بواسطة سلسلة من الحيوانات المسيرة آلياً بتقنية الحبل والدلو والتي تحمله إلى خزان كبير ثم يجمع في خزان توزيع ضخم، وكان يمر عبر ثلاث خزانات ثانوية من الأنابيب إلى المجمع
في نهاية مبنى المجمع، هنالك مبنيين ضخمين من الحجر الرملي والمفتوحين على جوانب القبر
الجهة الخلفية لهما موازية للجدران الغربية والشرقية، والمبنيان صورة مطابقة لبعضهما.
المبنى الغربي مسجد، والآخر يسمى «جواب» - الهدف منه التوازن المعماري - على الرغم من إمكانية استخدامه كبيت للضيوف. الفروقات بينهما أن المحراب يوجد في المسجد بعكس «جواب»، وأيضا بلاط «جواب» يحتوي على تصاميم هندسية بينما أرضية المسجد مفروشة بـ569 سجادة للصلاة على رخام أسود. تصميم المسجد البسيط برواق طويل محاط بثلاثة قبب مشابه للأخر المبني عن طريق شاه جاهان، بالتحديد مسجد جاهان نوما أو المسجد الجامع في دلهي. مساجد المغول في هذه الفترة تقسم ردهات المعبد لثلاث مناطق، المعبد الرئيسي ومعبدين آخرين أصغر نسبيا على الجانبين. في تاج محل، كل معبد يفتح لقبة مسقفة ضخمة. المباني المجاورة تم إنشاءها في 1643.

## تخطيط المباني

التخطيط الأرضي لتاج محل.

إن مجمع تاج محل محاط بشرفات على جدران من أحجار رملية حمراء من ثلاثة جوانب، ويواجهها النهر من الجانب الأيسر المفتوح.وتوجد خارج الأسوار عدة أضرحة إضافية، بما فيها أضرحة زوجات شاه جيهان الأخرى ات، وضريح كبير لخادم ممتاز المفضل. هذه الهياكل تتألف من أحجار رملية حمراء بشكل أساسي، وهي نماذج مصغرة من المقابر المغولية في تلك الحقبة. الجوانب الداخلية من الجدران تواجه الحديقة وبمقدمتها ممرات تزينها الأعمدة، وهي خاصية مطابقة للمعابد الهندية والتي دخلت فيما بعد إلى المساجد المغولية. يدخل في الجدار قبة للمعبد، وأماكن صغيرة ربما كانت للمشاهدة أو أبراج مراقبة مثل بيت الموسيقى، والذي يستخدم الآن كمتحف.

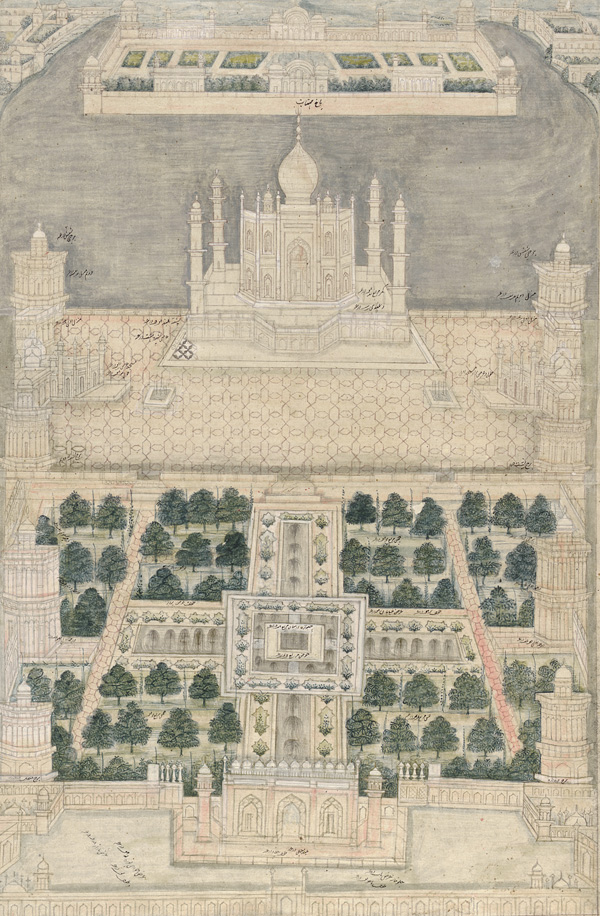
انطباع الفنان لتاج محل من معهد سميثسونيان.

المخرج الرئيسي (الدروازة) وهو نصب هائل معظمه مبني من الرخام مستوحى من ذكرى العمارة المغولية مع أوائل الأباطرة..قناطرها تعكس شكل قناطر الأضرحة، وللبيشتاك (البوابة أو المدخل) أقواس يدخل في تصميمها خط اليد الذي يزين القبر. كما تُستخدم آلية النحت المحفور والأحجار الملونة للزينة مع زخارف نباتية. السقوف المقببة والجدران ذات تصاميم هندسية متقنة، مثل تلك الموجودة في المباني الأُخَرْ المبنية من أحجار رملية في المجمع.
القاعدة الحجرية والقبر استغرقت ما يقارب اثنتا عشر عاماً لإنجازها، واستغرقت الأجزاء المتبقية من المجمع عشر سنوات إضافية من أجل بناء المآذن والمسجد والبوابة.
ولأن المجمع كان مبنياً على مراحل ؛ فقد اختلفت الآراء وكثرت التناقضات حول تاريخ إتمامه.
على سبيل المثال، كان الضريح كاملاً بالأساس في عام 1643م، ولكن العمل كان مستمرًا على بقية أجزاء المجمع.
تقديرات تكاليف البناء مختلفة، بسبب صعوبة تقدير التكاليف عبر الزمن، وقدرت التكلفة الإجمالية بحوالي 32 مليون روبية في ذلك الوقت.
شُيّد تاج محل باستخدام مواد من جميع أنحاء الهند وآسيا، وتم استخدام أكثر من 1000 فيل لنقل مواد البناء.
جُلب الرخام الأبيض الشفاف من ماكرانا، راجستان، اليشب من البنجاب واليشم والكريستال من الصين، كان الفيروز من التيبت واللازورد من أفغانستان، في حين أن الياقوت جاء من سيرلانكا والعقيق من الجزيرة العربية. بوجه كلي، كان الرخام الأبيض مطعّماً بثمانية وعشرين نوعاً من الأحجار الكريمة وشبه الكريمة.
كان بناء تاج محل موكلا إلى مجموعة من المهندسين المعماريين تحت إشراف الإمبراطورية، بمن في ذلك عبد الكريم معمور خان، مكرمات خان، وأستاذ أحمد لاهوري  Lahauri is generally considered to be the principal designer. Lahauri الذي يعتبر المصمم الرئيسي.
تم تجنيد قوى عاملة بلغت عشرين ألف عامل من جميع أنحاء الهند؛ ونحاتين من بخارى، وخطاطين من سوريا وبلاد فارس، فنيو الزخرفة والتطعيم من جنوب الهند، والحجارين كانوا من بلوشستان، إضافة إلى مختصين في بناء الأبراج وأشخاص مهمتهم الوحيدة قطع الرخام على شكل أزهار وكانوا جزء من مجموع عمال بلغ عددهم سبعة وثلاثون عاملا شكلوا مجتمعين الوحدة الإبداعية للبناء.
بعض من البناة المشاركين في بناء تاج محل:
- إسماعيل أفندي (المعروف أيضا باسم إسماعيل خان): من الإمبراطورية العثمانية - مهندس معماري تركي ومصمم القبة الرئيسية [35]
- الأستاذ عيسى (عيسى محمد أفندي): من بلاد فارس - مهندس معماري تركي، تدرب على يد الخواجة معمار سنان آغا معماري الدولة العثمانية، ويرجع له الكثير من الفضل والثناء فقد لعب دورا رئيسا في التصميم المعماري.[36][37]

-*بيورو من بناروس: بلاد فارس المهندس المعماري المشرف.
- كاظم خان: وهو مواطن من لاهور - مهمته قولبة الذهب لوضعه على قمة البناء.
- شارنجلا: جواهري من دلهي - النحات الرئيسي والمسؤول عن الفسيفساء.
- أمانة خان من شيراز: إيران - الخطاط الرئيسي [39]
- محمد حنيف: المشرف على البنائين.

## التاريخ

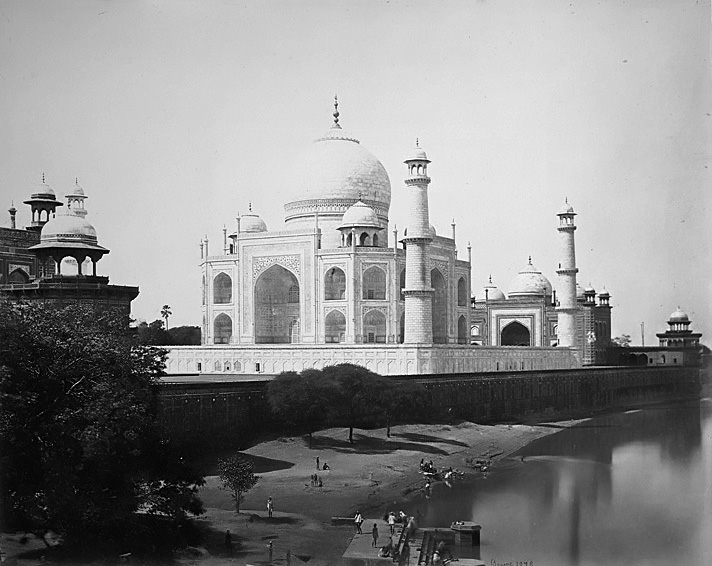
صورة لتاج محل من بورن صموئيل، 1860.

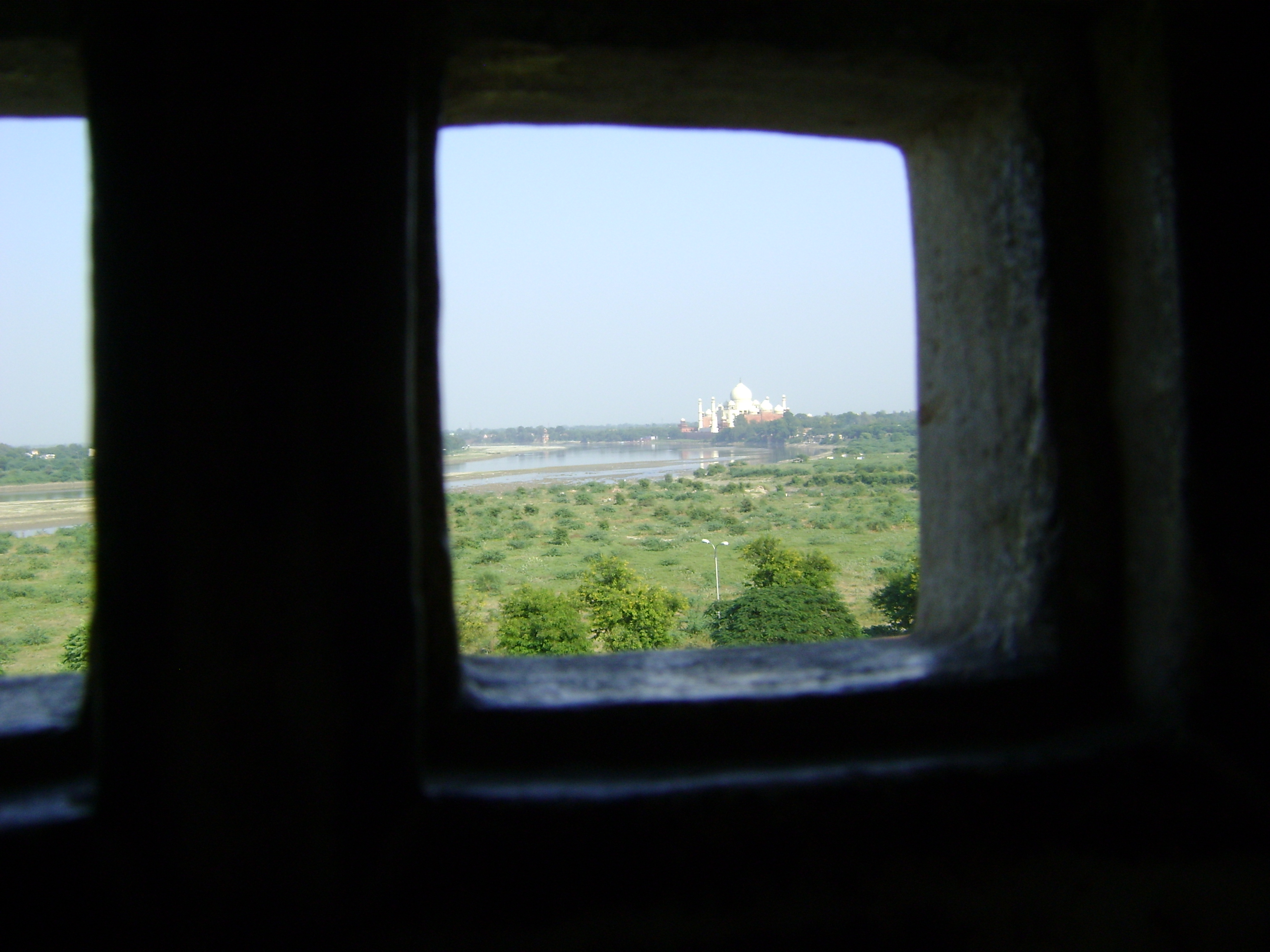
تاج محل كما يرى من القلعة الحمراء حيث اعتاد شاه جهان رؤية ضريح زوجته المحبوبة خلال السنوات الأخيرة من حياته.

بعد اكتمال بناء تاج محل بفترة وجيزة، خُلع الشاه جاهان من قِبل ابنه أورانكزيب (Aurangzeb)و وُضع تحت الإقامة الجبرية بالقرب من حِصن أغرا. عند وفاة الشاه جاهان، دفنه ابنه أورانكزيب في ضريح بجانب زوجته.
في أواخر القرن التاسع عشر، أجزاء من المبنى سقطت لأنها بحاجة إلى الترميم. أثناء الثورة الهندية عام 1857، شُوّه تاج محل من قبل الجنود وأعيان الحكومة البريطانية، الذين نقشوا على أحجار نفيسة ولآزورد أُخذت من حيطان المبنى. بنهاية القرن التاسع عشر، أمر اللورد كارزون (Curzon) نائب الملك بإعادة بناء وترميم تاج محل، الذي اكتمل عام 1908. كما أنه أشرف على المصباح الكبير بالحجرة الداخلية، الذي صُمم ليشبه إحدى مصابيح جامع القاهرة. في ذلك الوقت، أُعيد تصميم الحديقة الخارجية بمرجات ذات طابع بريطاني ما زالت نفسها إلى يومنا هذا.

## المخاطر والتهديدات
في العام 1942، أقامت الحكومة استراتيجيات تدريبية وجسور، لتوقعها هجمة جوية من قِبل سلاح الجو الألماني «الرايخ الثالث» ولاحقاً من القوات الجوية اليابانية.
أثناء الحروب الباكستانية الهندية بين عامي 1965 - 1971، أُقيمت هذه الجسور مرة أخرى لتضلل الطيارين الانتحاريين.
التهديدات في الوقت الحاضر تأتي من التلوث البيئي، على ضفاف نهر يامونا (Yamuna River) بما في ذلك الأمطار الحمضية  بسبب مصفاة الزيت ماثورا (Mathura Oil Refinery,)،  الذي عارضته المحكمة العليا في الهند. وتحول التلوث حول تاج محل إلي الصفار؛ للمساعدة في السيطرة على التلوث. وضعت الحكومة الهندية منطقة تاج (Taj Trapezium Zone (TTZ)) في 10400 كيلو متر مربع (4000 ميل مربع) وهي المنطقة المحيطة بالنصب، حيث معايير صارمة للانبعاث والتلوث.
مؤخراً، هناك مخاوف بشأن سلامة المقابر الهيكلية التي ارتفعت مؤخراً بسبب انخفاض مستوى مياه نهر يامونا (Yamuna River) الذي يتناقص بمعدل خمسة أقدام في السنة. في عام 2010، ظهرت تشققات في أجزاء من القبر، والمآذن التي تحيط بالنصب تظهر عليها علامات ميلان. الأسس الخشبية للقبور قد تعفنت بسبب نقص المياه. بعض الناس يتوقعون أن القبر قد ينهار في غضون خمس سنوات.

## سياحة
تاج محل يستقطب عدداً كبيراً من السُياح، فقد وثقت منظمة اليونسكو أكثر من مليوني زائر في عام 2001، بما في ذلك 200,000 من خارج الهند. ويوجد نظامين للأسعار، فالرسوم أقل للدخول للمواطنين وأكثر تكلُفة بالنسبة للأجانب. معظم السُياح يأتون في الشهور الباردة (أكتوبر ونوفمبر وفبراير). يوجد قانون ينُص على أنه من غير مسموح لحركة المرور الاقتراب من القصر، وذلك لأسباب التلوث القادمة منها، فيُمنع الاقتراب من المجمع وعلى السُياح السير على الأقدام أو ركوب الحافلة الكهربائية. حاليا كاوسبرس (والتي تعني الساحات الشمالية) يتم استعادة استخدامها، بوصفها مركز الزوّار الجديد.
أمّا البلدة الصغيرة الواقعة في جنوب تاج محل معروفة بـمُمتاز أباد أو تاج غانجي، تم إنشاؤها في الأصل للأسواق والخانات والبازارات وذلك لخدمة احتياجات الزوّار والعُمّال. وقوائم جهات السفر الموصى بها غالباً تُميّز تاج محل، والتي تظهر أيضاً في قوائم عديدة لعجائب الدنيا السبع الحديثة، بِما في ذلك عجائب الدُنيا السبع الجديدة للعالم، التي أُعلن عنها مؤخراً، وهو استطلاع تم إجراؤه مؤخراً  مع كسب تاج محل لـ 100 مليون صوت.
الأراضي مفتوحة من الساعة السادسة صباحاً إلى الساعة السابعة مساءً خلال أيام الأسبوع، باستثناء يوم الجمعة عندما يكون المجمع مفتوحاً للصلاة في المسجد، ما بين الساعة الثانية عشرة إلى الثانية مساءً. يكون المجمع مفتوحاً للمنظر الليلي في يوم اكتمال القمر ويومين قبله وبعده، باستثناء الجُمُعات وشهر رمضان لأسباب أمنية ، هٌناك خمسة أشياء فقط يُسمح بها داخل تاج محل: ماء في زجاجات شفافة، كاميرات فيديو صغيرة، الهواتف المحمولة، والمحافظ النسائية الصغيرة.

## أساطير

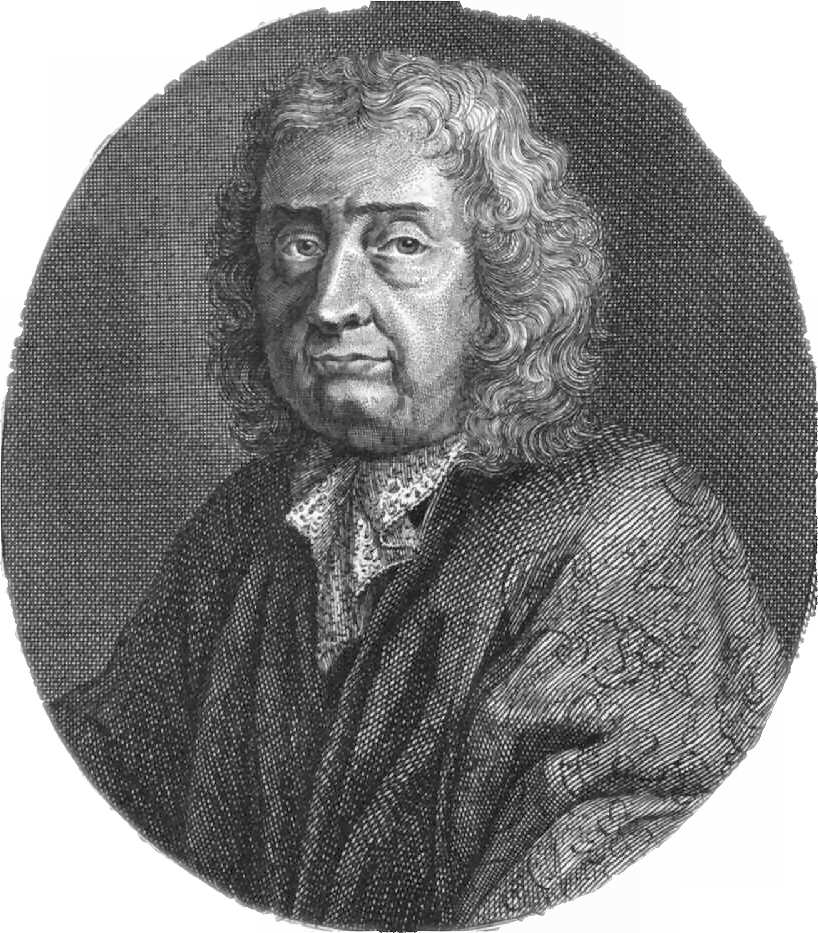
جان باتيست تافيرنيير، أحد الزوار الأوروبين الأوئل لتاج محل.

منذ إنشائه يحتل البناء مصدر الإعجاب مُتجاوِزاً بذلك الثقافة والجغرافيا والاستجابات العاطفية والشخصية، حيث يغطي التقييمات الدراسية باستمرار.
هناك أسطورة تقول أن شاه جهان (Shah Jahan) صمّم ضريحاً من الرّخام الأسود تم بناؤه عبر نهر يامونا (Yamuna River). كان منشأ الفكرة من كتابات خيالية لجان باتست تافرنييه (Jean-Baptiste Tavernier) وهو رحالة أوروبي قام بزيارة أغرا (Agra) عام 1665، وكان هناك تلميحات إلى أن شاه جهان تعرّض للانقلاب من قبل ابنه أُورنجزيب (Aurangzeb) قبل أن يتم بناء ذلك الضّريح. حطام الرّخام الأسود الموجود في النّهر في حديقة ضوء القمر (Moonlight Garden) أو باغ مهتاب (Mahtab Bagh) يبدو كما لو يدعم هذه الأسطورة. لكن عمليّات التنقيب التي تمت عام 1990 وجدت أن هذا الرخام هو حجارة بيضاء تغيّر لونها إلى الأسود. والنظرية الأكثر مصداقية حول أصول الضريح الأسود تم إثباتها عندما قام علماء آثار عام 2006 بإعادة بناء البركة التي تعود إلى حديقة ضوء القمر أنها انعكاسٌ مظلم للضريح الأبيض يمكن رؤيته بوضوح، يليق بهاجس شاه جهان بالتماثيل مع البركة نفسها ووضعها.
لا توجد أدلة قطعية تشرح التفاصيل المروعة والموت وتقطيع الأعضاء والتشويه، والذي أدى بطبيعته إلى اعتماد شاه جاهان على العديد من المعماريين والحرفيين في بناء القبر. فقد كانت بعض القصص تقول بأن أغلب الذين شاركوا في البناء وقعوا عقودا ً تفرض عليهم بأن لا يشاركوا في بناء أي تصميم مماثل. وكانت هناك مطالبات مماثلة لعدة مبانِ مشهورة أخرى. ولا يوجد دليل واضح يبين أن اللورد ويليام بينتينك (Lord William Bentinck) الحاكم العام في الهند في العقد 1930 قد خطط لهدم تاج محل ووضع الرخام للبيع في المزاد، فكاتب السيرة الذاتية لبينتينك قال أن القصة قد انتشرت بعد أن جمع تبرعات ببيع رخام قلعة أغرا.
وكانت هناك أسطورة أخرى مفادها بأن ضرب الرسوم سيؤدي إلى خروج الماء. في ذلك اليوم رأى المسؤولون أساور البانغل مكسورة حول ظل الرسمة!.
في عام 2000 ألغت المحكمة العليا في الهند براءة الاختراع لـ بوروشوتام ناجيش أواك (Purushottam Nagesh Oak أو P. N. Oak) والتي تقول بأن ملكًا هندوسيًا قد بنى تاج محل. فقد كان أواك يعتقد أن أصول تاج محل إضافة إلى العمارة التاريخية في الدولة، والتي ترجع إلى السلاطين المسلمين في الهند، لكنها في الحقيقة موجودة من قبل دخول الإسلام إلى الهند، ولذلك فهي جميعها ذات أصل هندوسي.

## نسخ مقلدة لتاج محل
هناك تقليد لمبنى تاج محل في كل منحديقة نافذة على العالم، وهي مدينة ترفيهية تقع في الجزء الغربي من مدينة شينزين في جمهورية الصين الشعبية. وعدة مباني صممت على شكل تاج محل مثل تاج محل بنغلادش، وبيبي كا مقبرة في أورانقاباد في ولاية ماهاراشتارا، وكازينو وفندق ترامب تاج محل في مدينة أتلانتيك في ولاية نيوجيرسي الأمريكية، وضريح طرابلس شرين في مدينة مالواكي بولاية ويسكونسن في أمريكا أيضًا ومسجد فاطمة الزهراء في الكويت.

حديقة نافذة على العالم
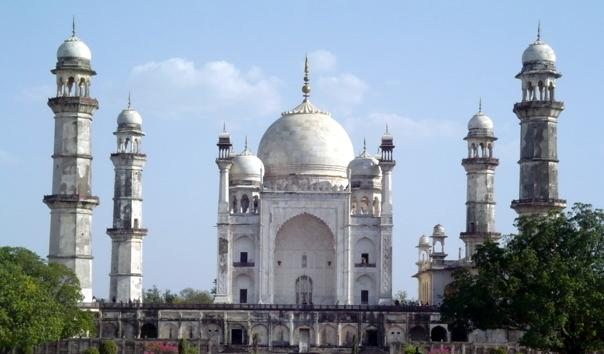
مقبرة البيبي كا
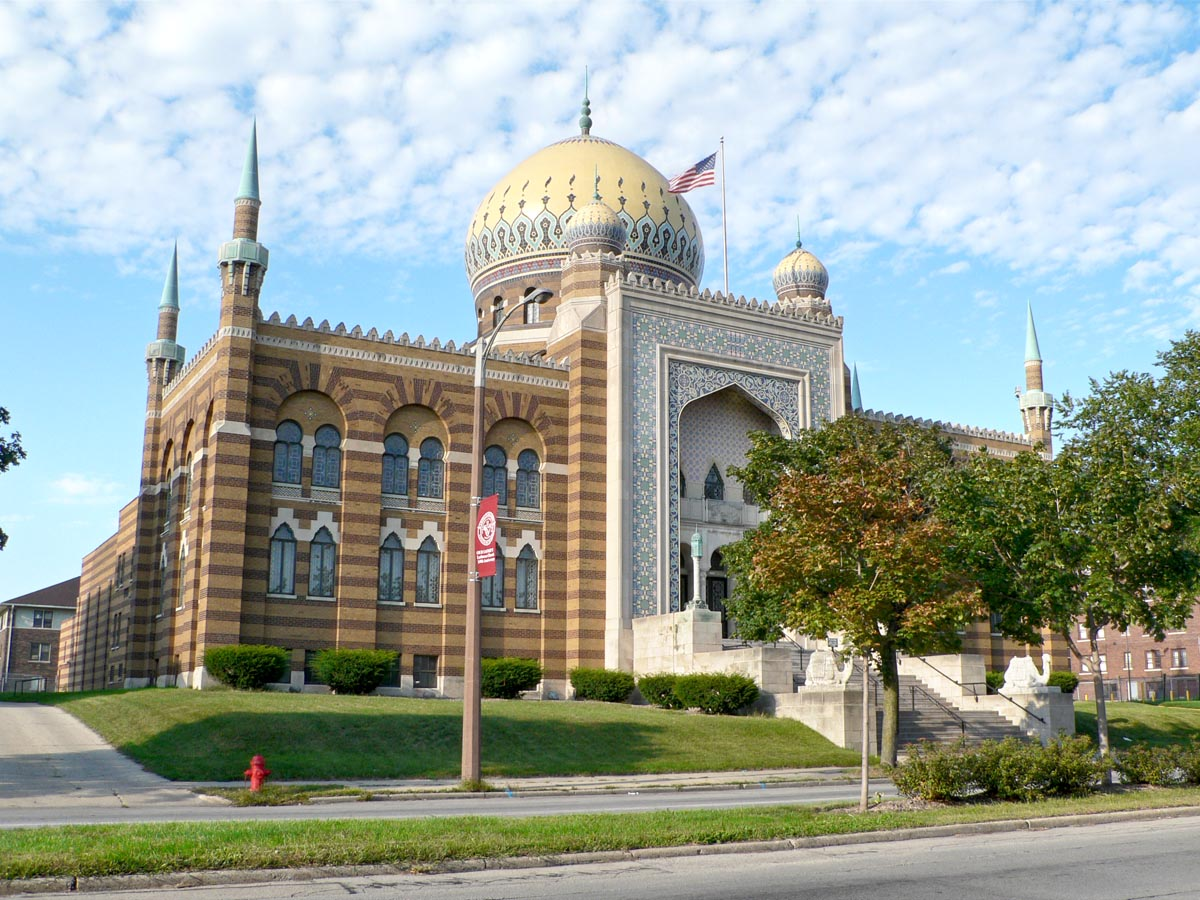
ضريح طرابلس شرين
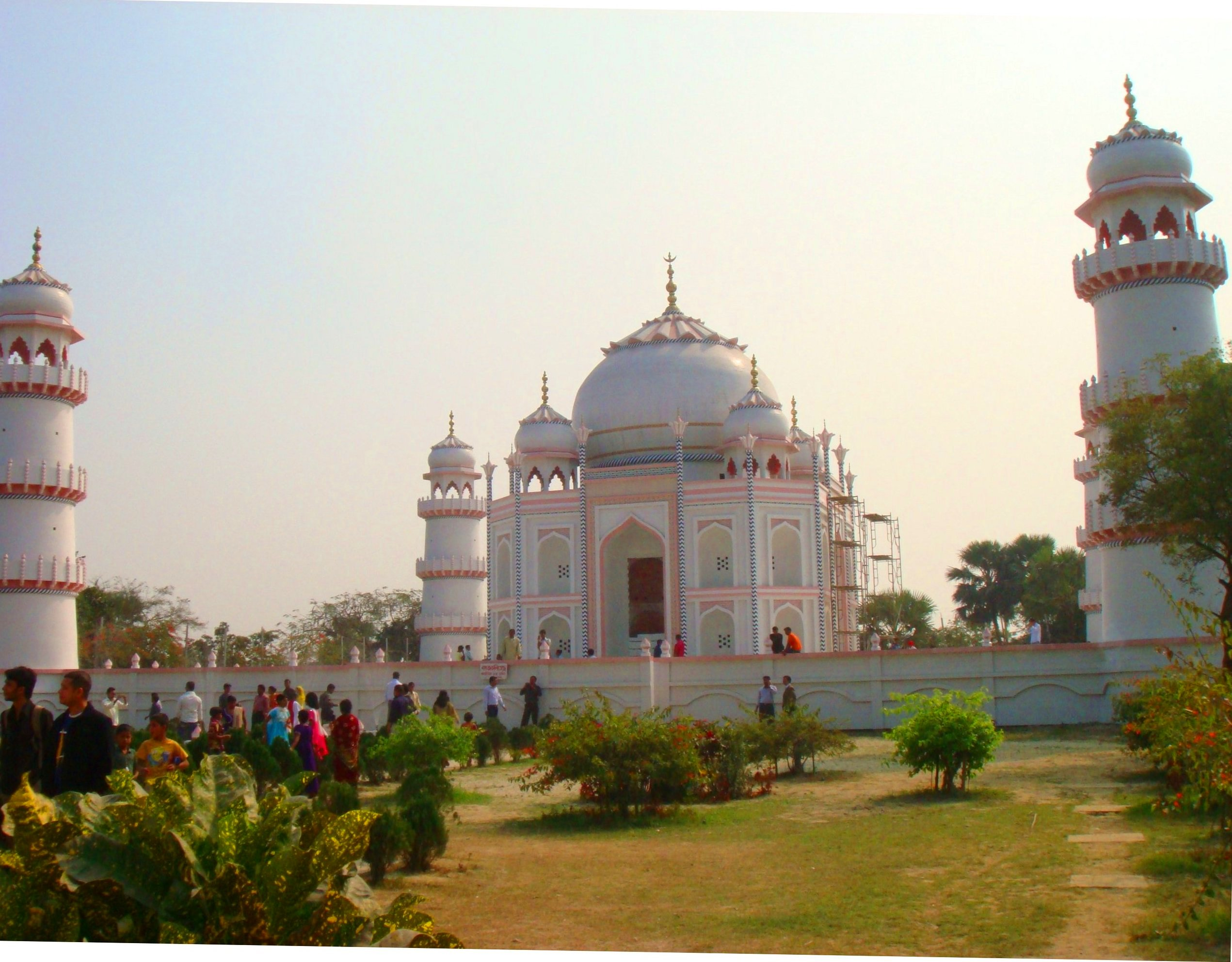
تاج محل ببنغلادش.
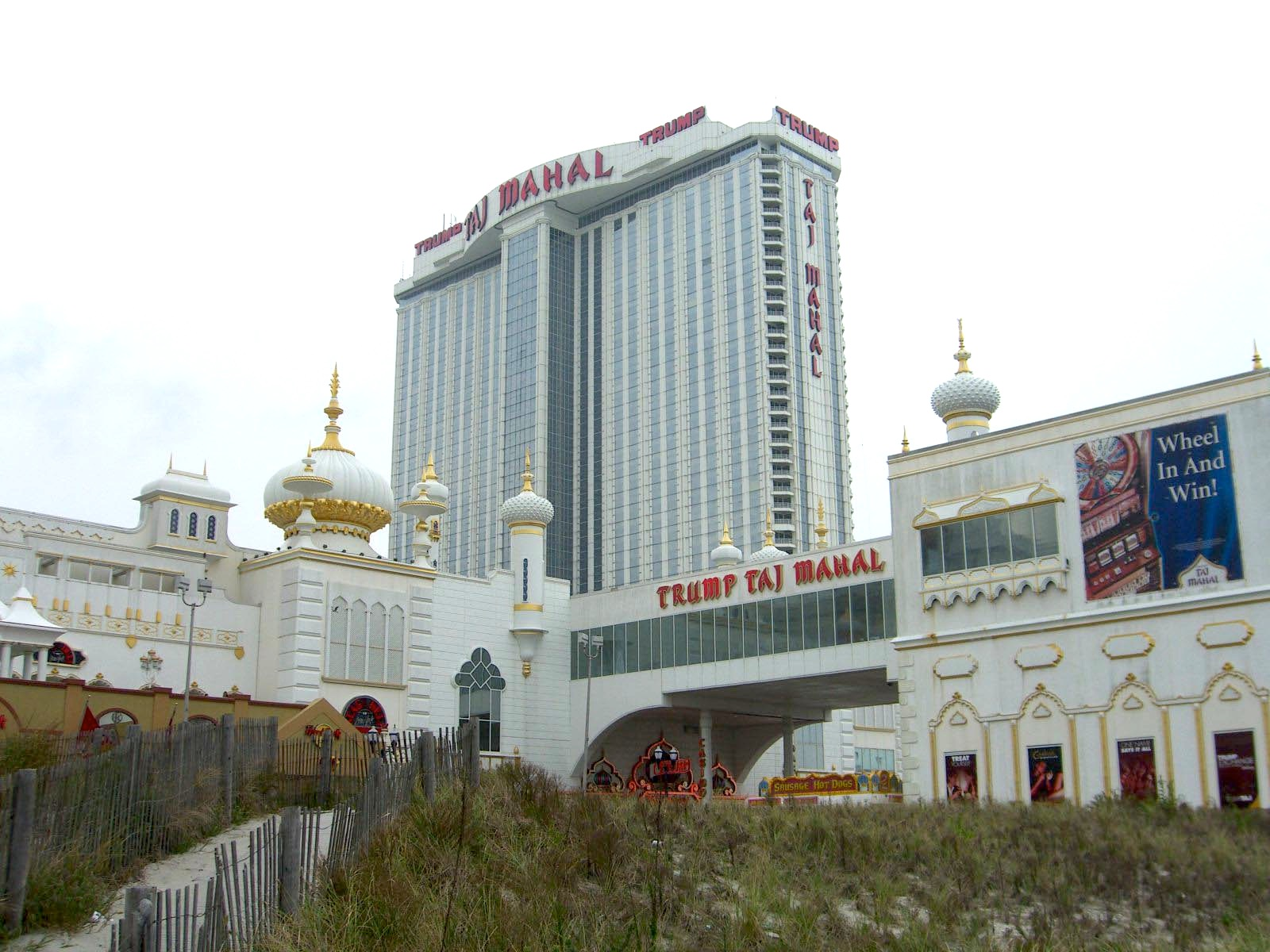
تاج محل ترمب.

## صور

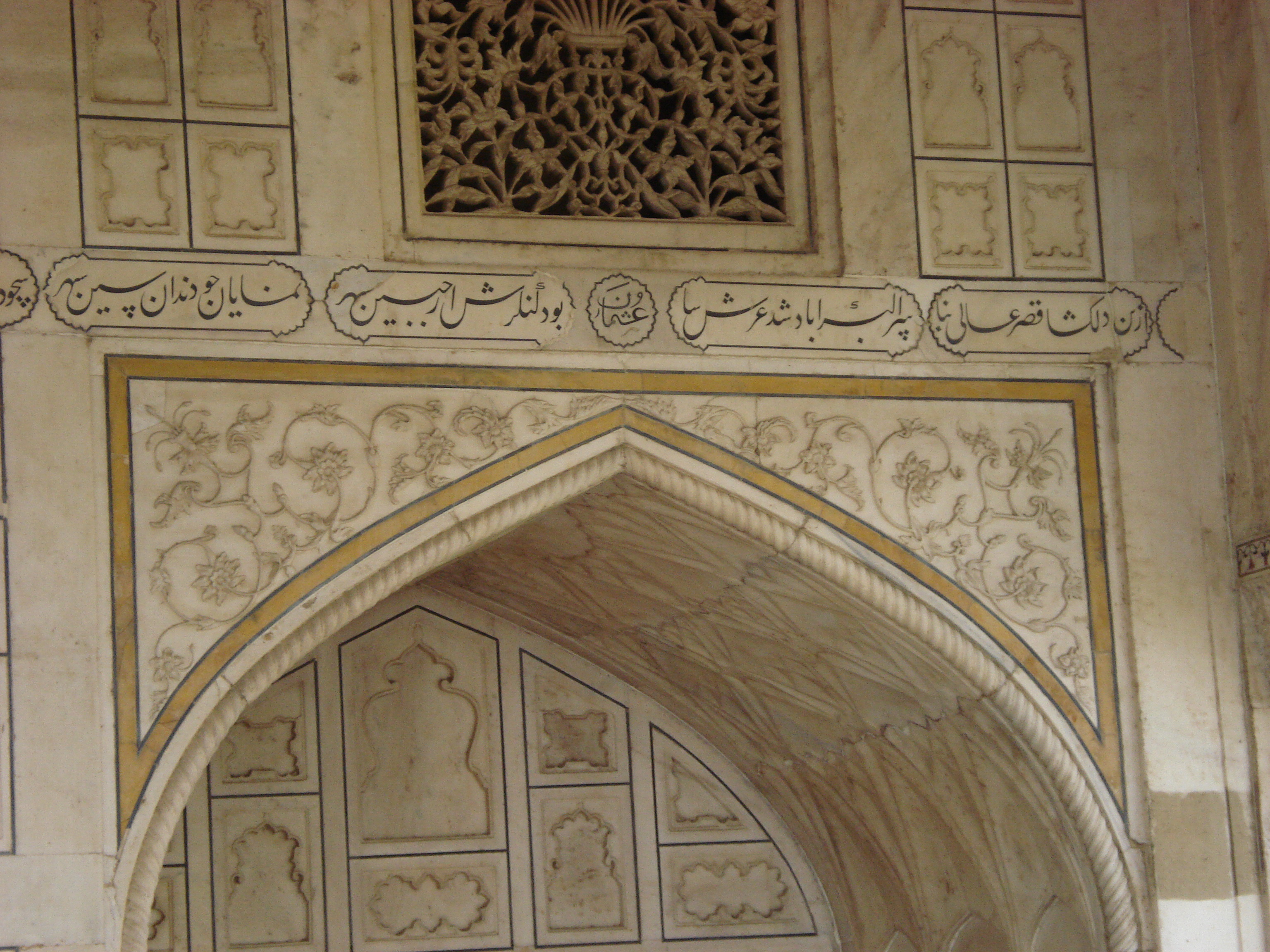
شعر بالخط الفارسي.
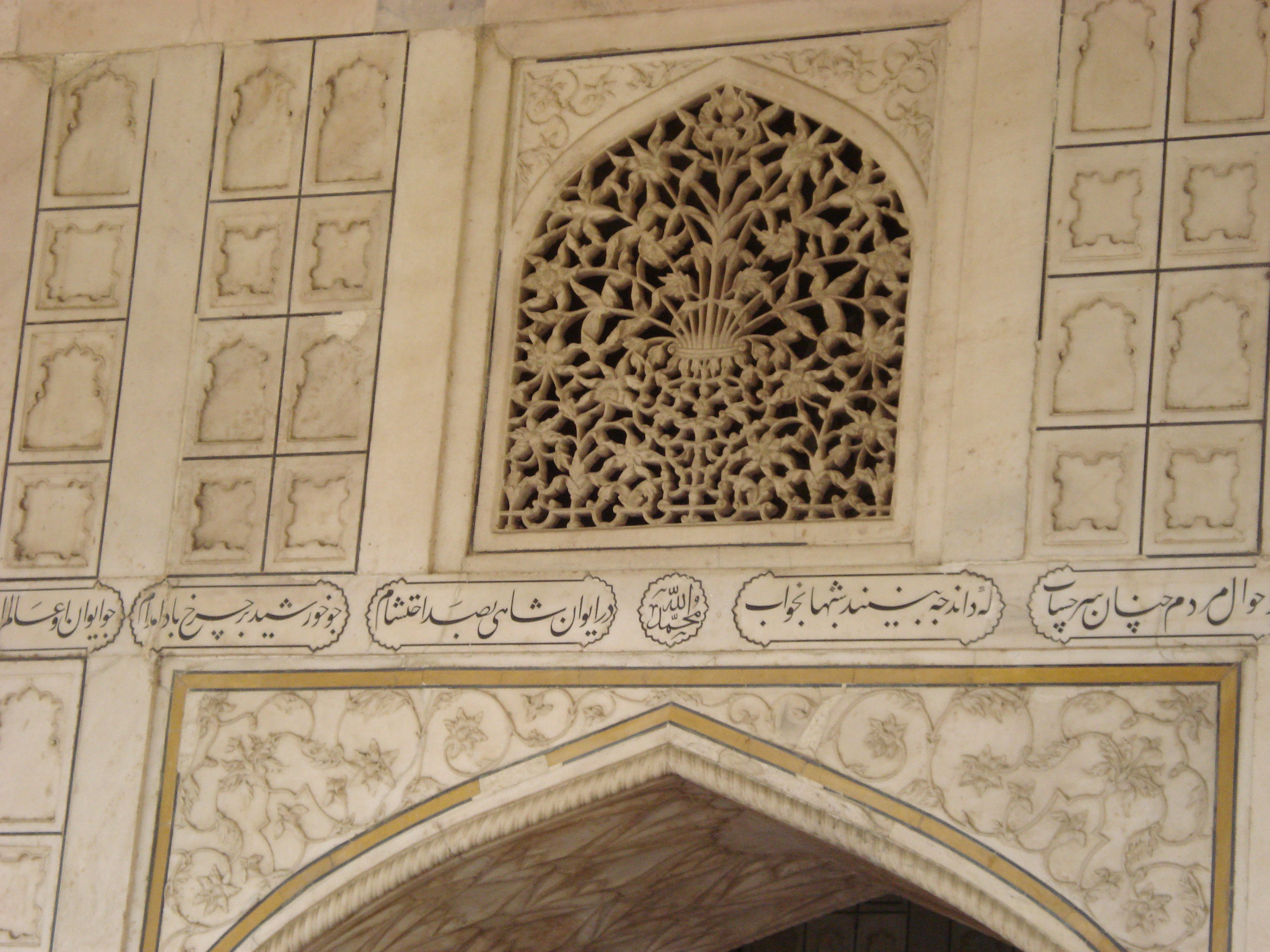
شعر بالخط الفارسي.
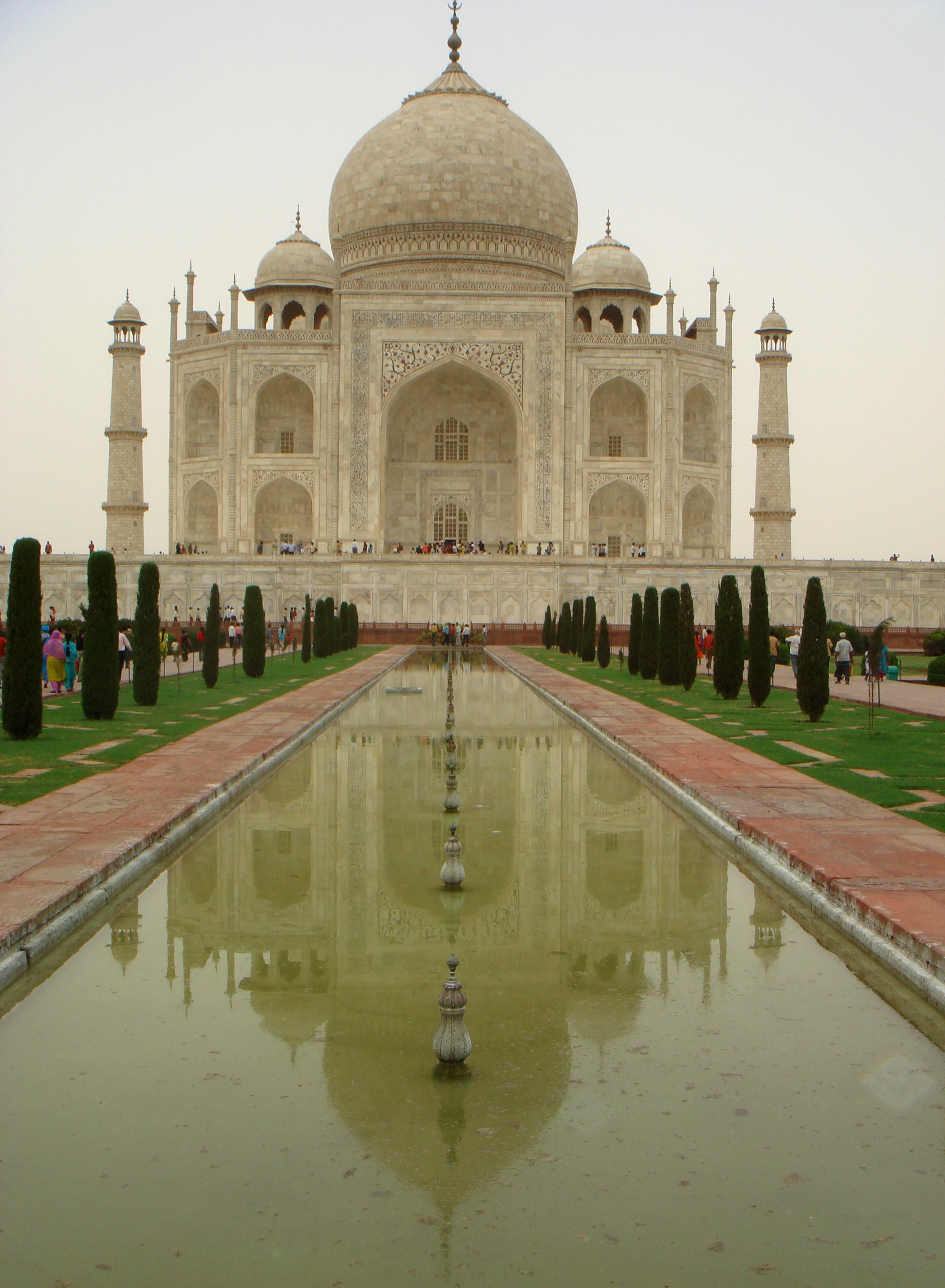
تاج محل.
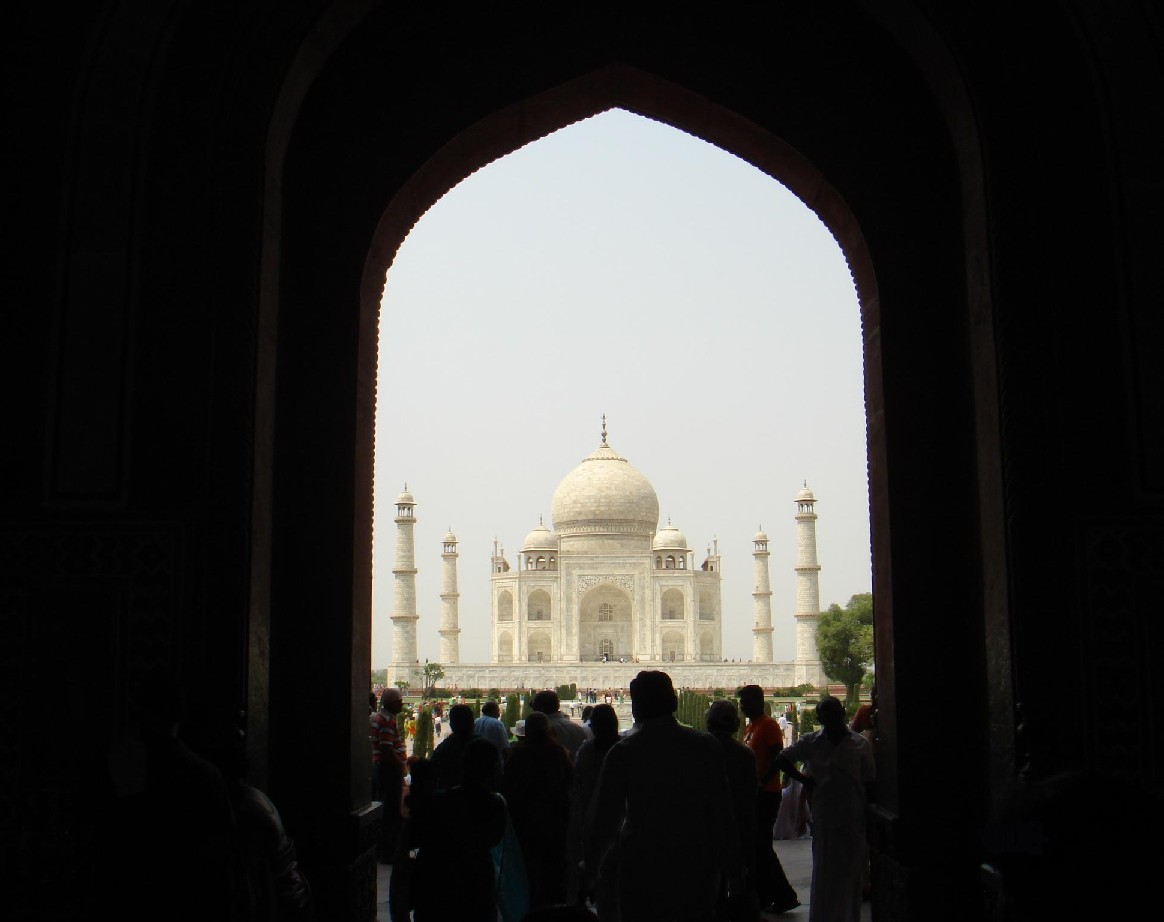
إطار القبر عند مدخل البوابة.
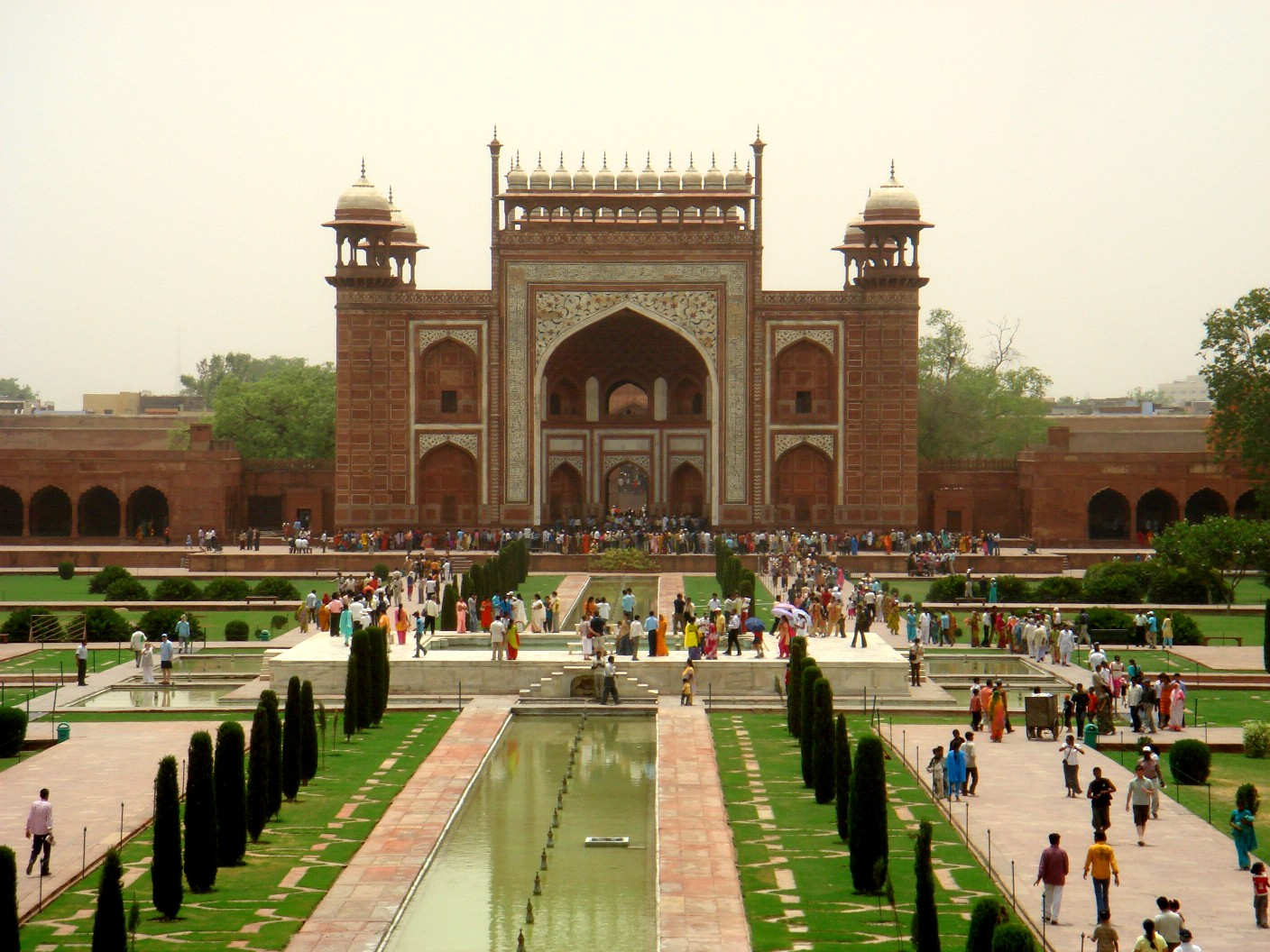
بوابة كبيرة (دروزة-I روزا)، والمدخل الرئيسي إلى القبر.
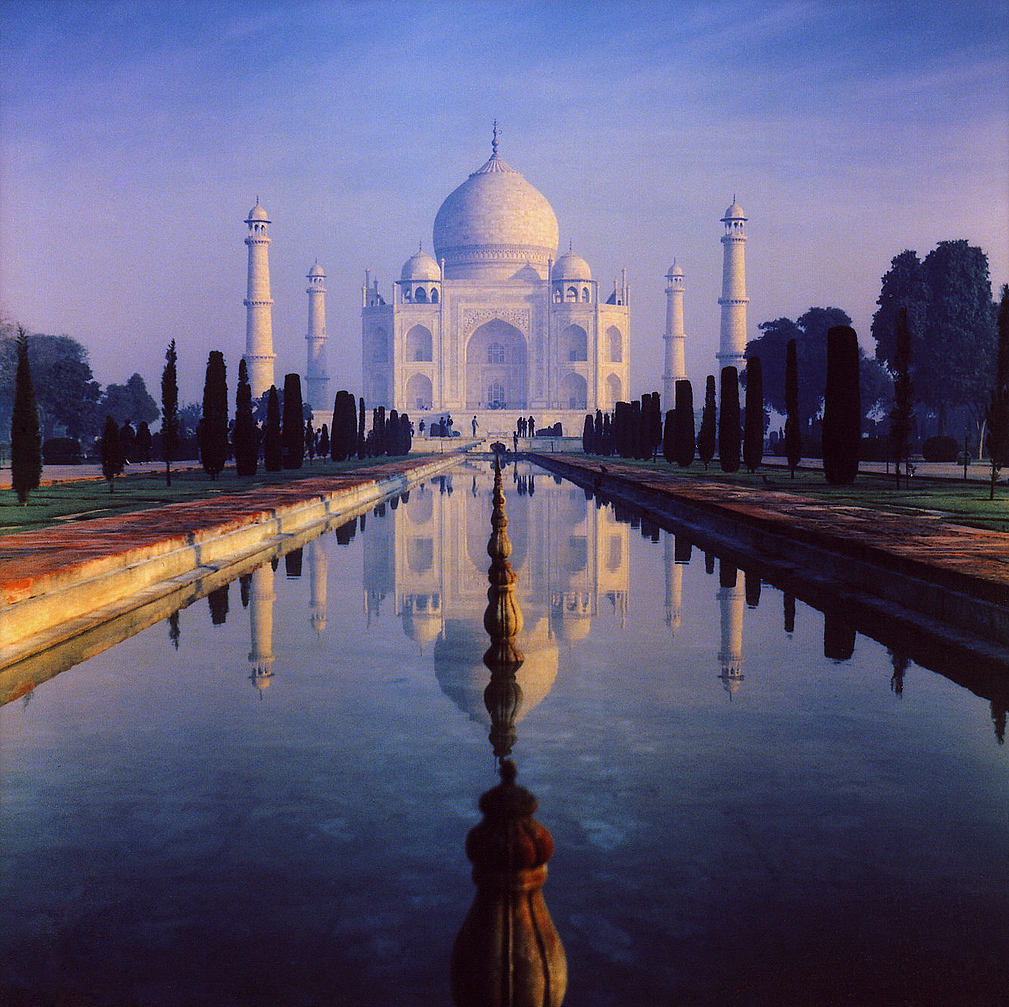
صورة نمطية لبطاقة بريدية.
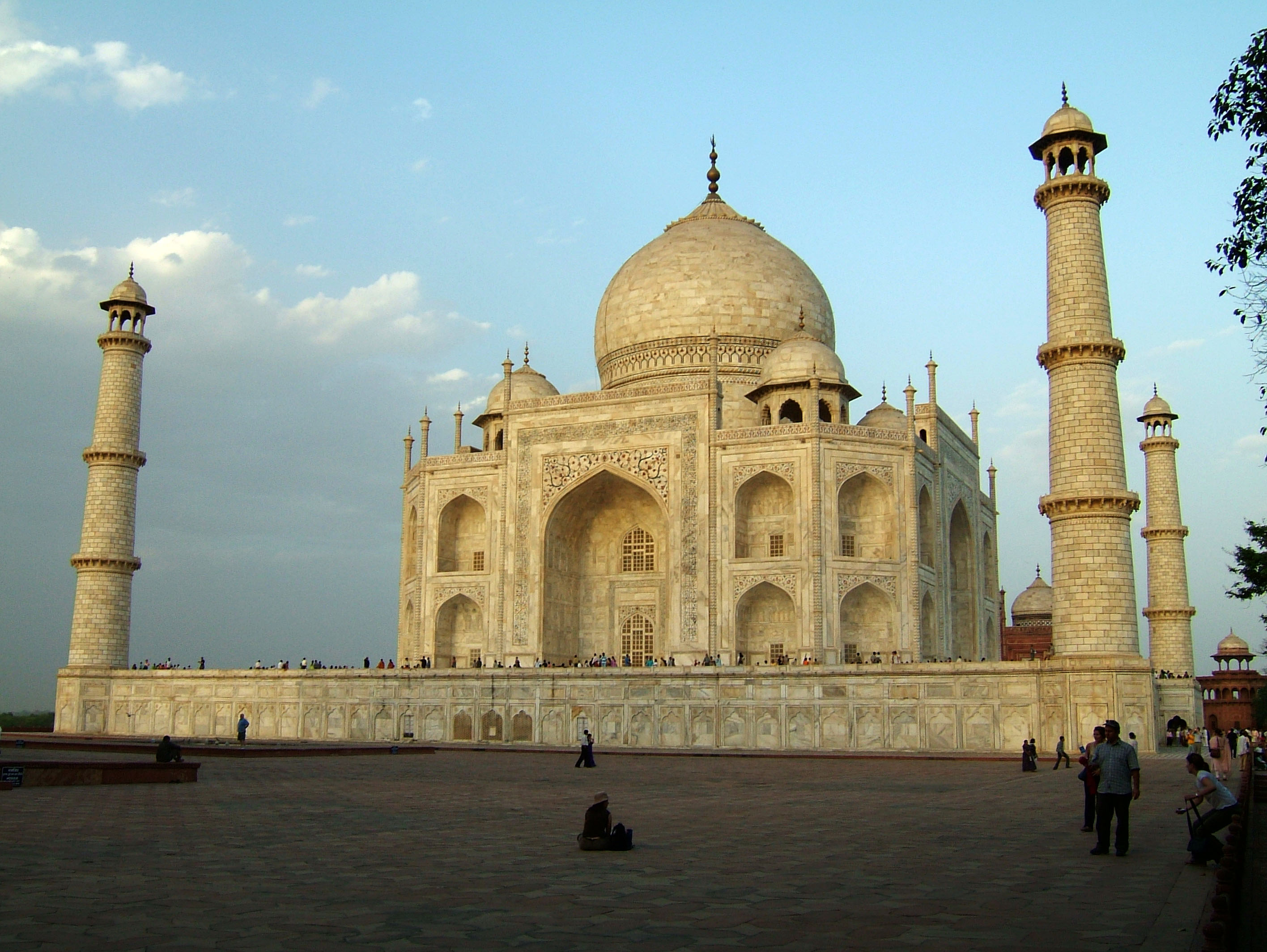
تاج محل عند الغروب يتحول إلى اللون الأصفر.
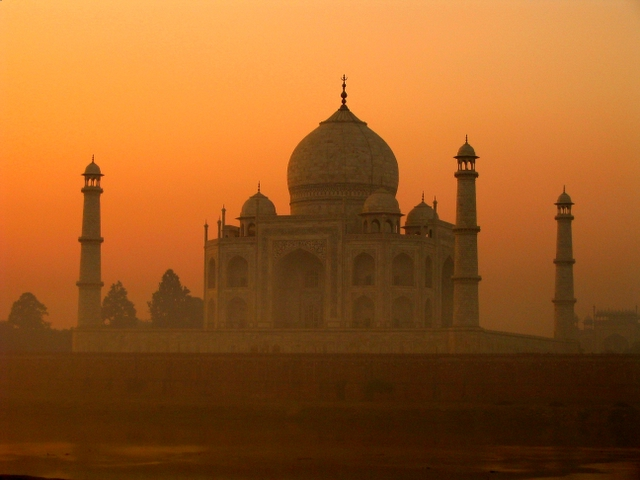
تاج محل.
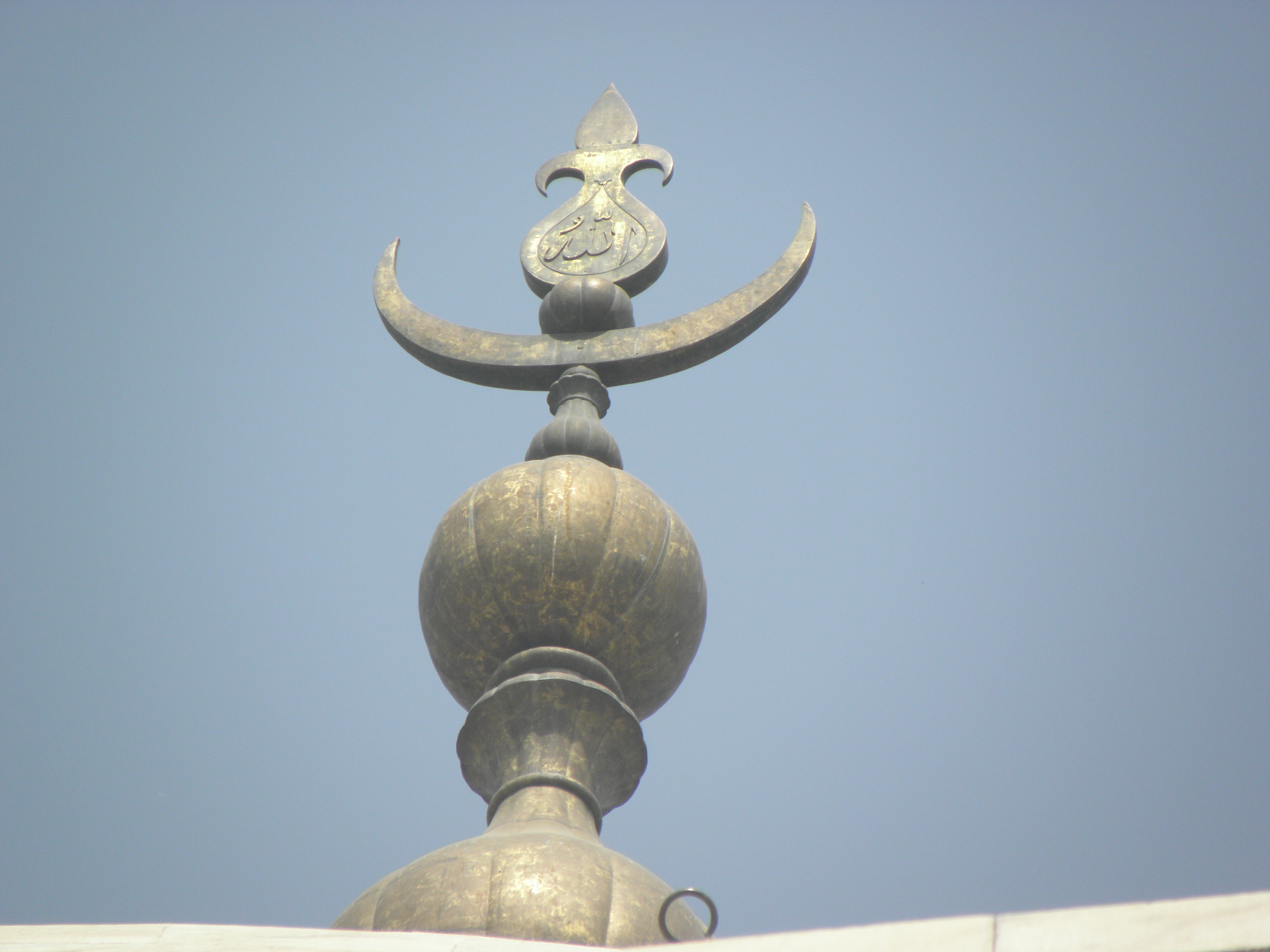
الجزء العلوي من تاج محل.
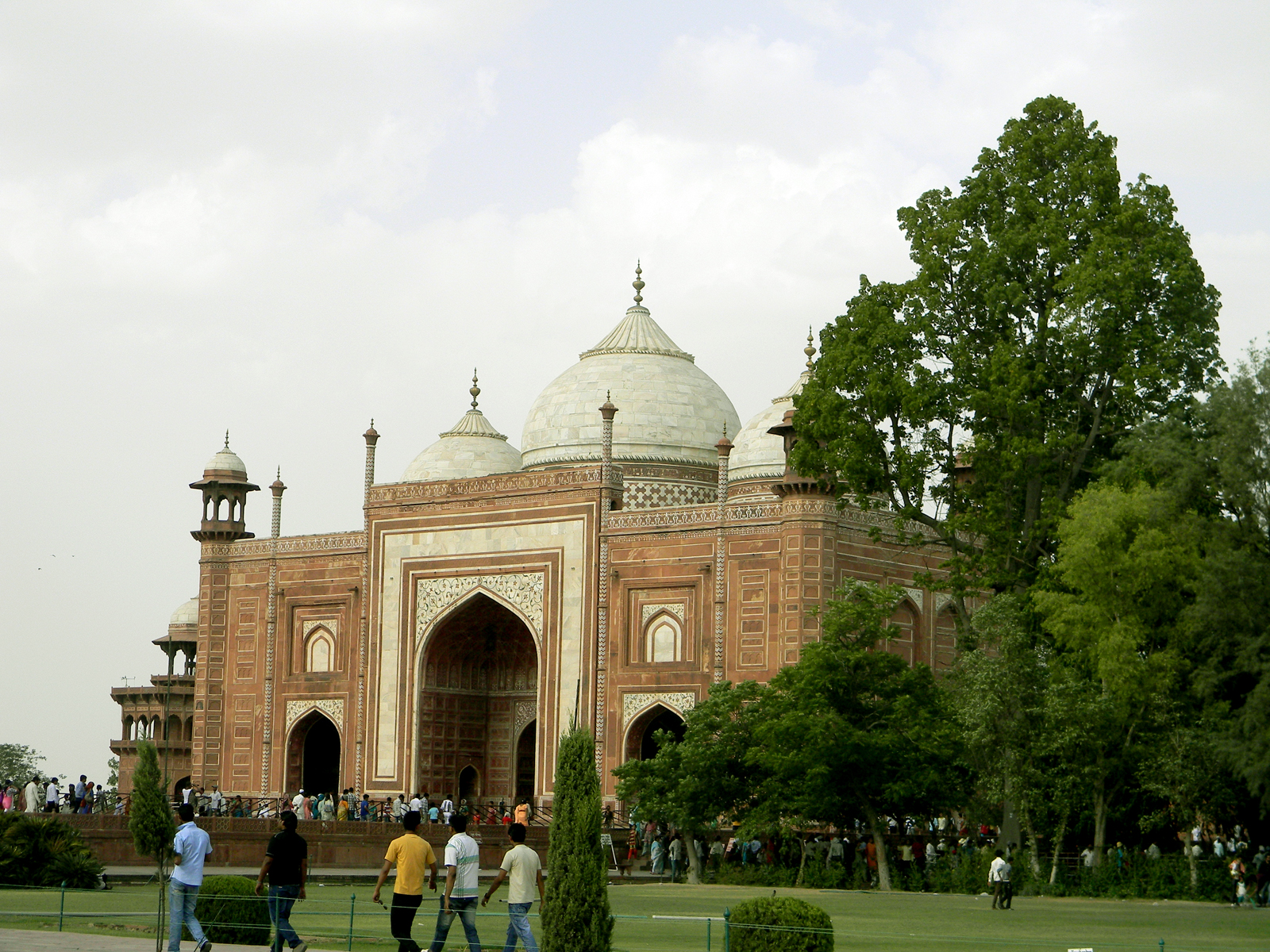
مسجد تاج محل.
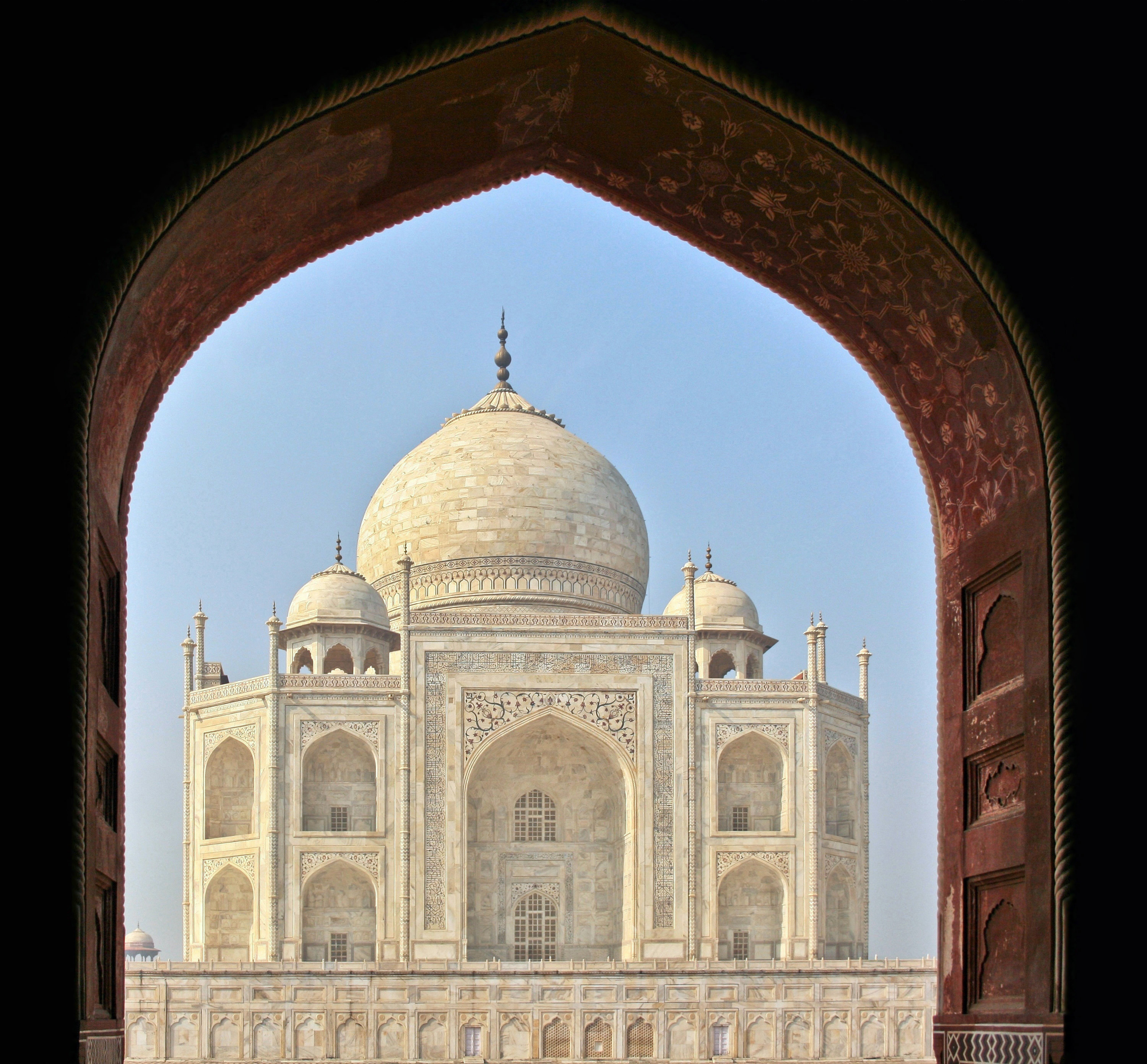
تاج محل.

## الوصلات الخارجية
- حكومة الهند - وصف